# Gröna Lund
Gröna Lund est un parc d'attractions situé sur l'île de Djurgården à Stockholm, en Suède. 
Il a été créé en 1883 et est le plus vieux parc d'attractions suédois. Il s'étend sur une surface assez faible, mais contient les manèges les plus typiques. On y trouve une scène où se tiennent des concerts en été. On peut y accéder par la route, mais également en bateau à vapeur depuis différents endroits de la ville.

## Histoire

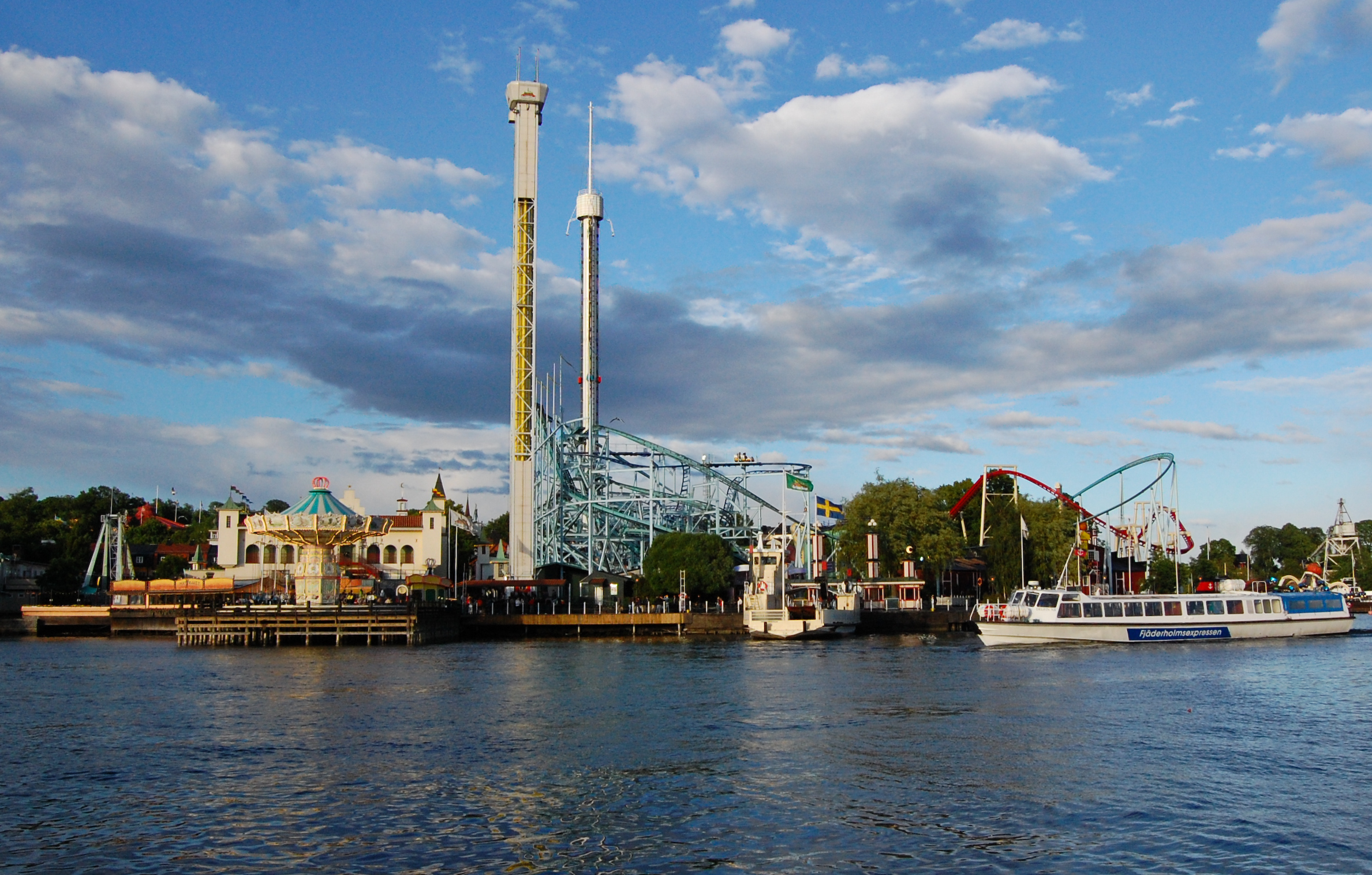
Gröna Lund

Les racines de Gröna Lund remontent aux années 1880, ce qui en fait le plus ancien parc d'attractions de Suède. Cependant, la zone est utilisée à des fins similaires depuis le début du 18e siècle. En 1883, un Allemand du nom de Jacob Schultheiss loue la zone pour y ériger des "carrousels et autres divertissements". Jusqu'en 2001, les descendants de Schultheiss dirigent Gröna Lund. Avant la création du parc d'attractions, Gröna Lund était le nom d'un petit parc.
L'emplacement du parc est unique en ce sens que la plupart des bâtiments sont d'anciennes structures résidentielles et commerciales du XIXe siècle. Les bâtiments n'ont pas tous été construits pour le parc ; le parc a été construit autour des bâtiments. Le parc dispose de trois lieux de divertissement différents: Dansbanan (Lilla Scenen), Gröna Lundsteatern et Stora Scenen.
Dans la nuit du 22 au 23 mars 1935, un incendie se déclare dans un hangar et se propage rapidement. L'attraction Grönan de 1932, Skräckexpressen et Skrattsalongen sont complètement détruites.
Gröna Lund est connue pour ses concerts de musique rock et pop ; le record de capacité est détenu par Bob Marley, qui a attiré 32 000 personnes en 1980 ; c'était sa troisième représentation sur le site, après des passages en 1977 et 1978. Le record est imbattable puisque de nouvelles réglementations empêchent de si grands rassemblements à Gröna Lund. Le rappeur américain Nas s'est produit avec près de 22 000 personnes en 2010.
Depuis 2006, le parc appartient à Parks & Resorts Scandinavia AB, qui appartient à 100% à la famille Tidstrand, qui possède également le zoo de Kolmården et Skara Sommarland.
En 2023, une personne a été tuée et neuf autres ont été blessées après le déraillement partiel de Jetline. Le parc est temporairement fermé après l'incident.

## Le parc d'attractions

### Montagnes russes
| Nom                               | Type                             | Constructeur          | Année |
| --------------------------------- | -------------------------------- | --------------------- | ----- |
| Insane                            | Quadridimensionnelle             | Intamin               | 2009  |
| Jetline                           | Assises                          | Anton Schwarzkopf     | 1988  |
| Kvasten                           | Véhicule suspendu                | Vekoma                | 2007  |
| Monster                           | Véhicule suspendu                | Bolliger et Mabillard | 2021  |
| Nyckelpigan ("La Coccinelle")     | Montagnes russes en métal junior | Zierer                | 1975  |
| Tuff-Tuff Tåget                   | Junior / Mini-Mouse              | Zamperla              | 2010  |
| Twister                           | Bois                             | The Gravity Group     | 2011  |
| Vilda Musen ("La souris sauvage") | Wild Mouse                       | Gerstlauer            | 2003  |

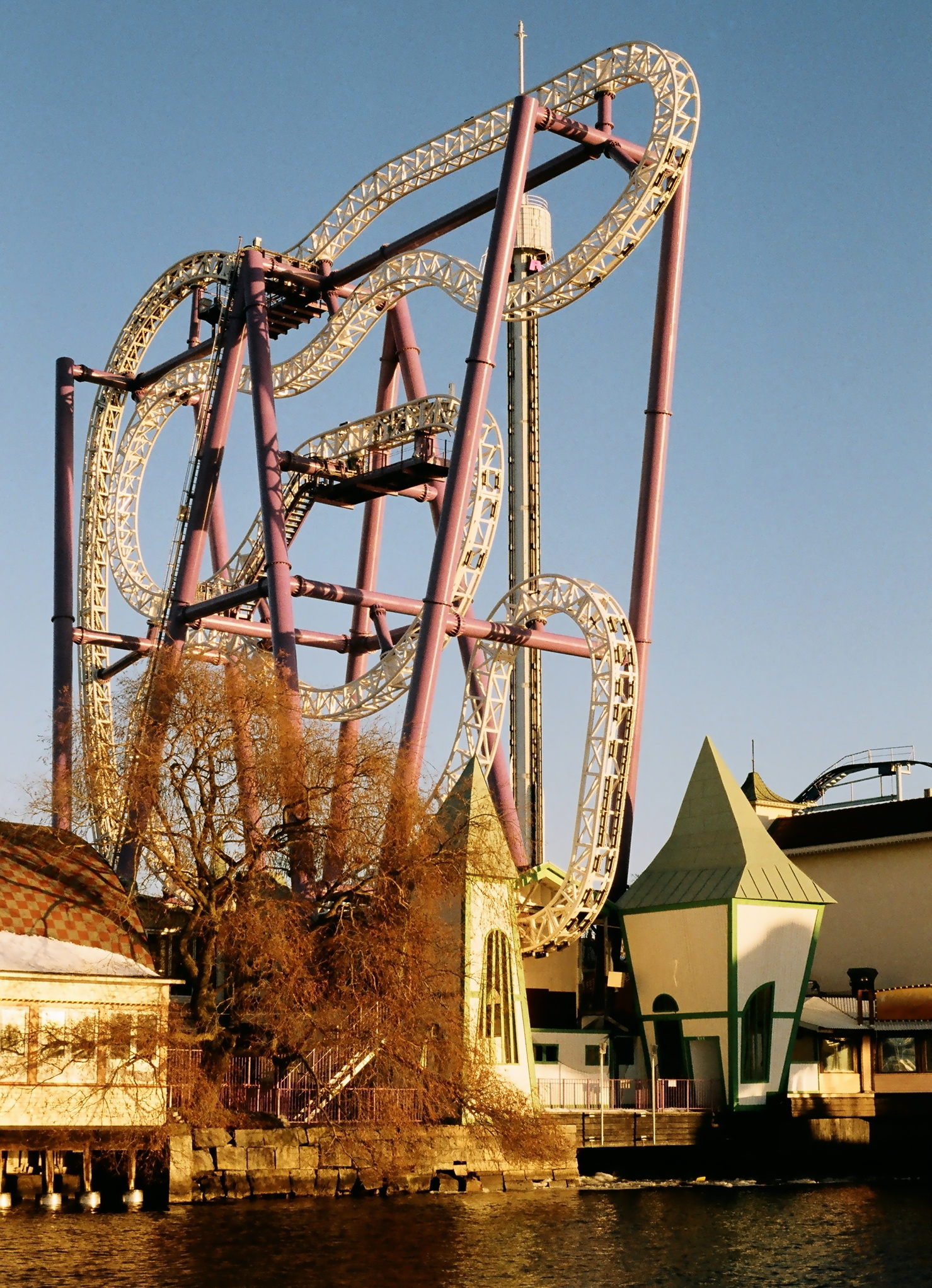
Insane
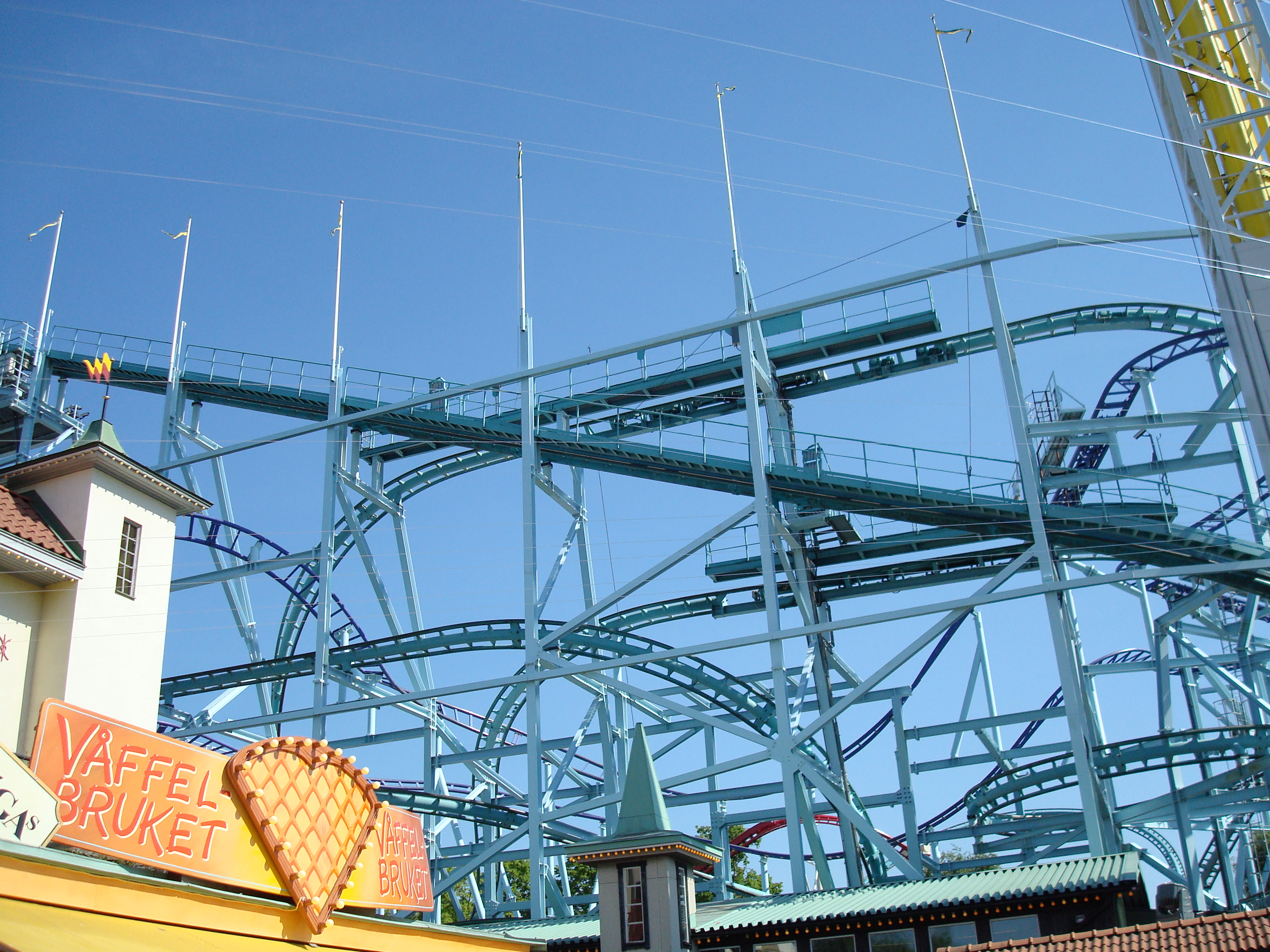
Jetline
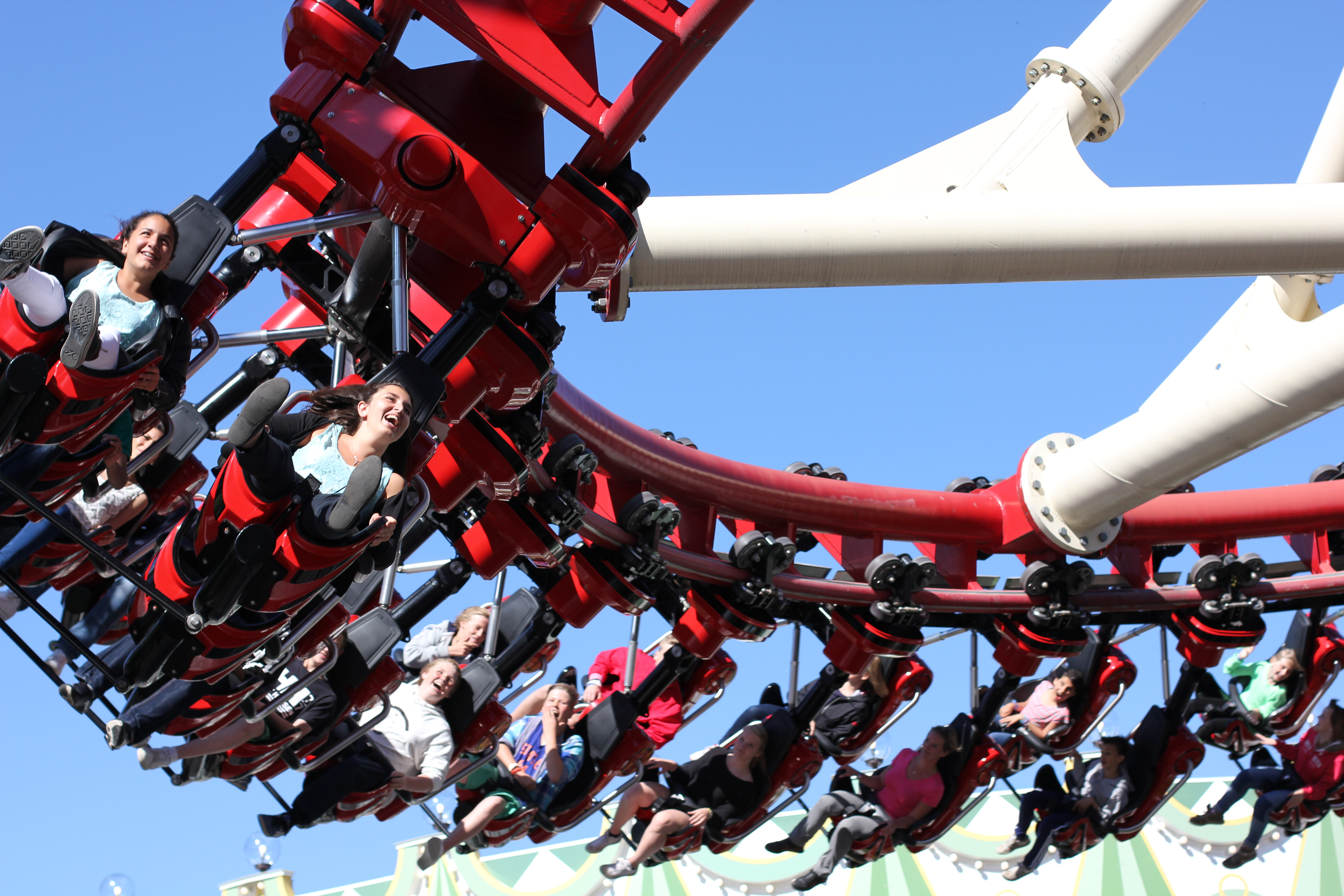
Kvasten
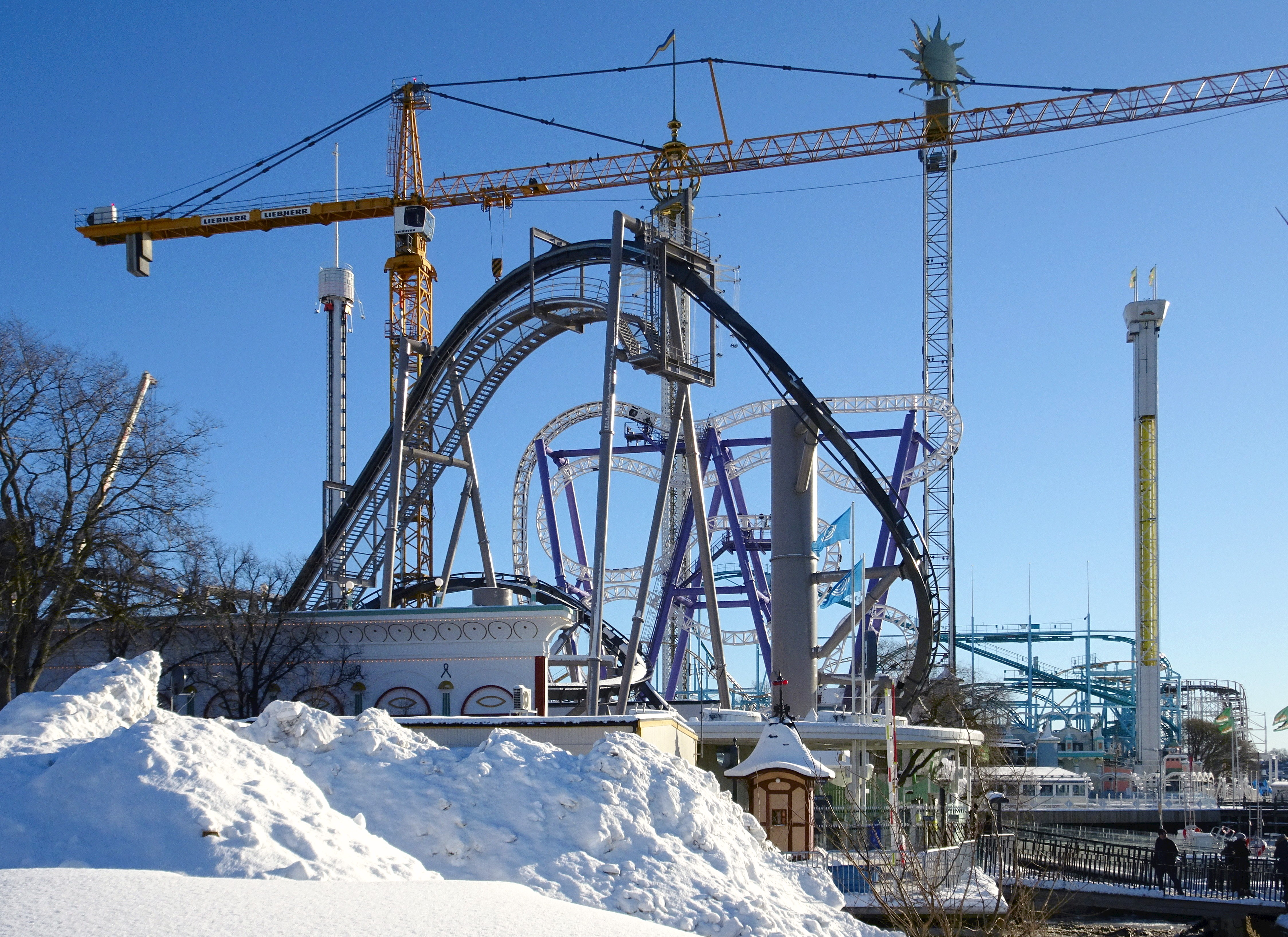
Construction de Monster
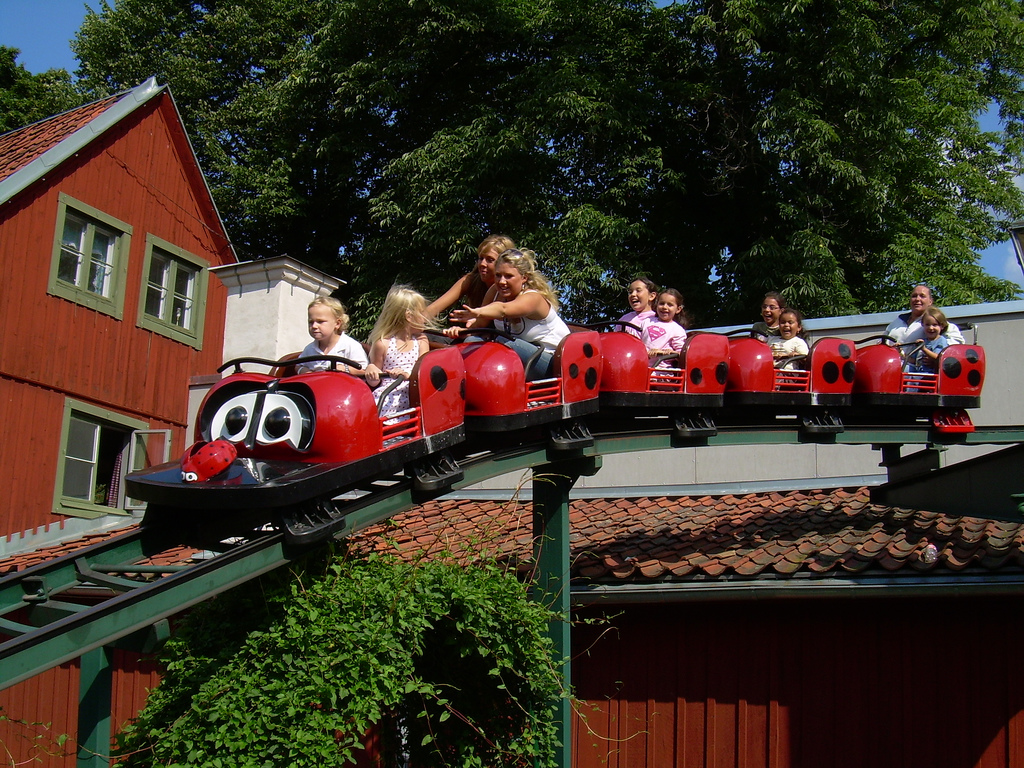
Nyckelpigan
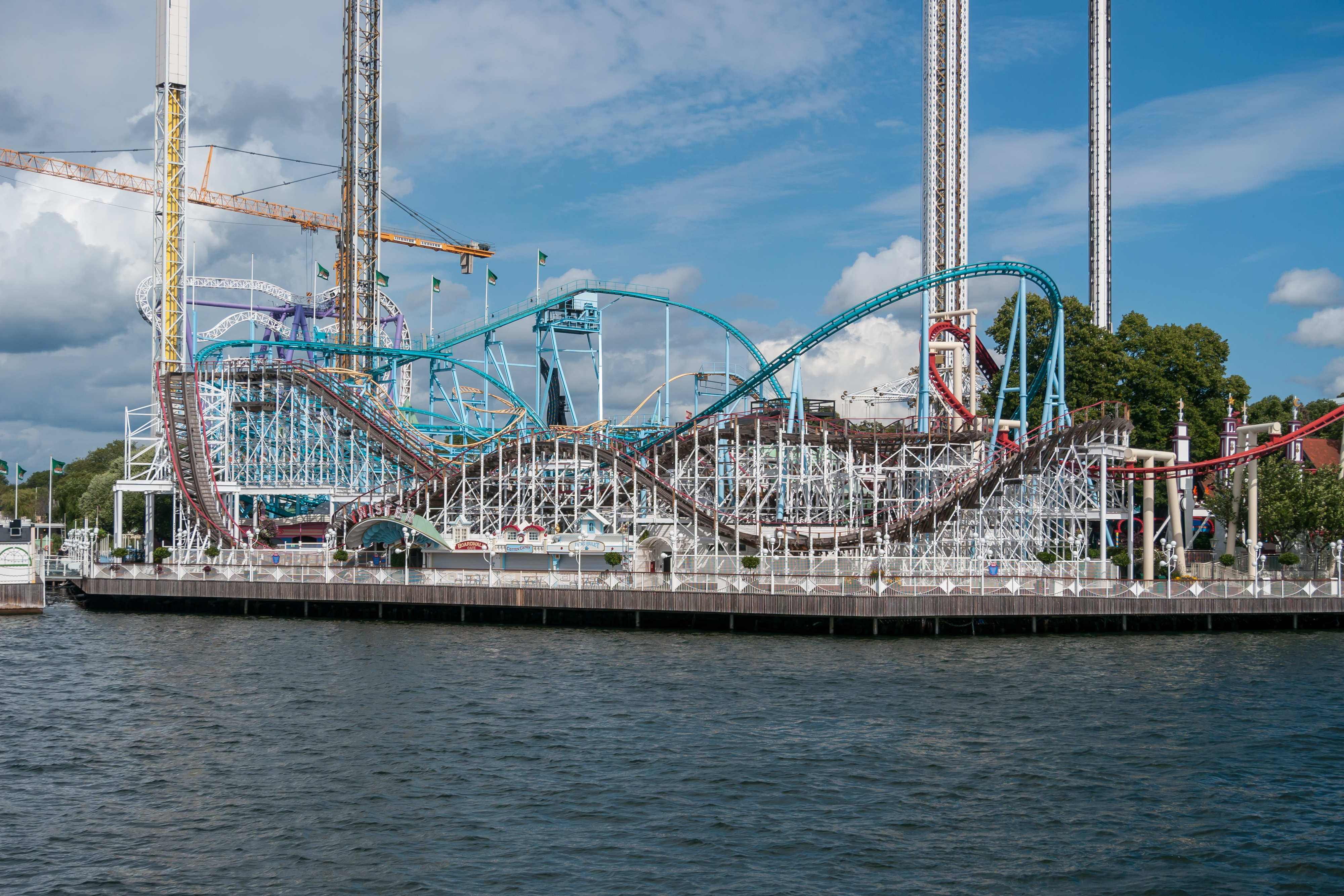
Twister
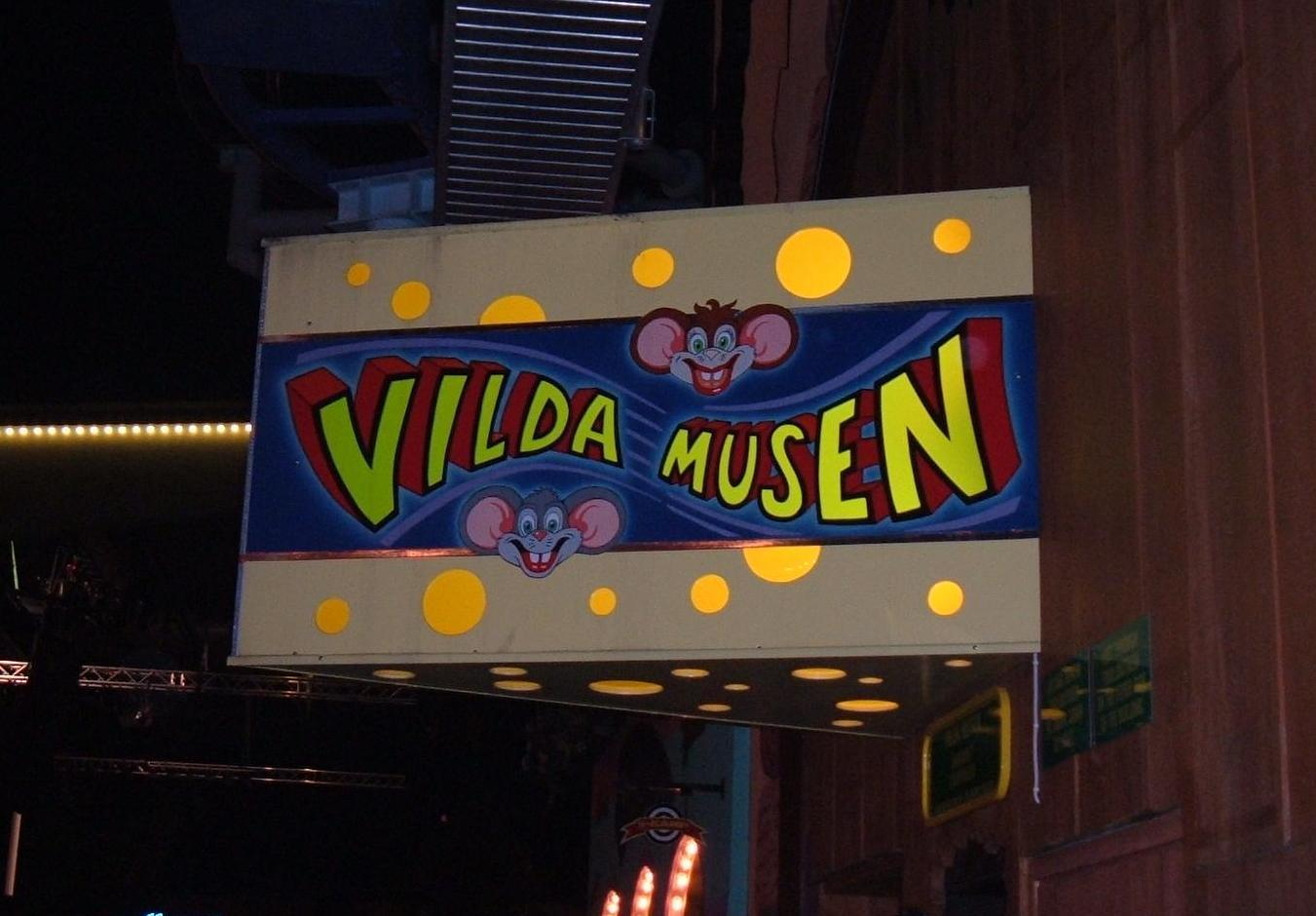
Vilda Musen

### Parcours scéniques
| Nom                 | Type           | Constructeur           | Année                         |
| ------------------- | -------------- | ---------------------- | ----------------------------- |
| Blå Tåget           | Train fantôme  | Magnus Sörman, Gosetto | 1935, rénové en 1982 et 2011. |
| House of Nightmares | Maison hantée  | Sally Dark Rides       | 2015                          |
| Kärlekstunneln      | Tunnel of love |                        | 1917, rénové en 1986          |
| Lustiga Huset       | Palais du rire |                        | 1917, rénové en 1987          |

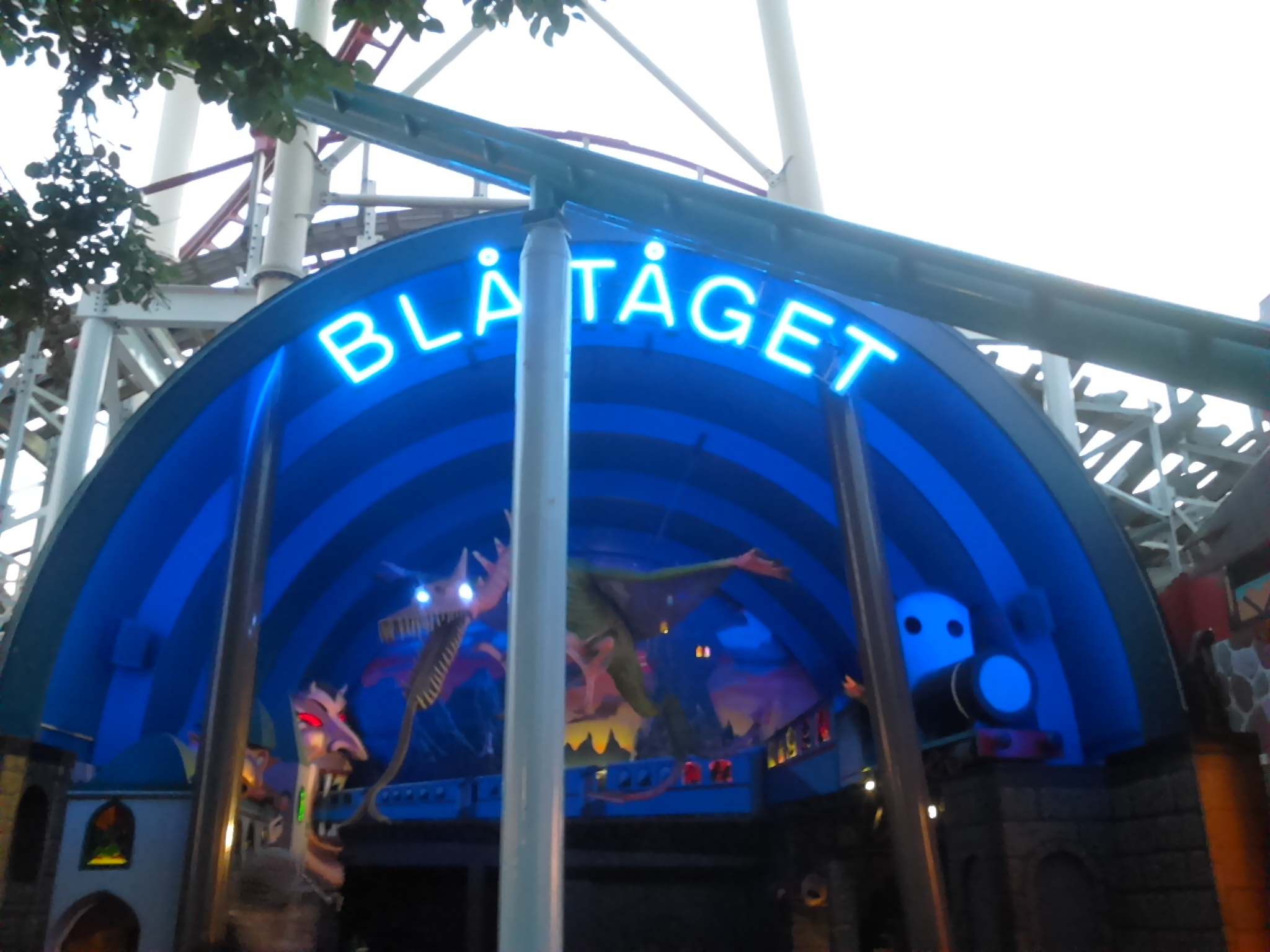
Blå Tåget
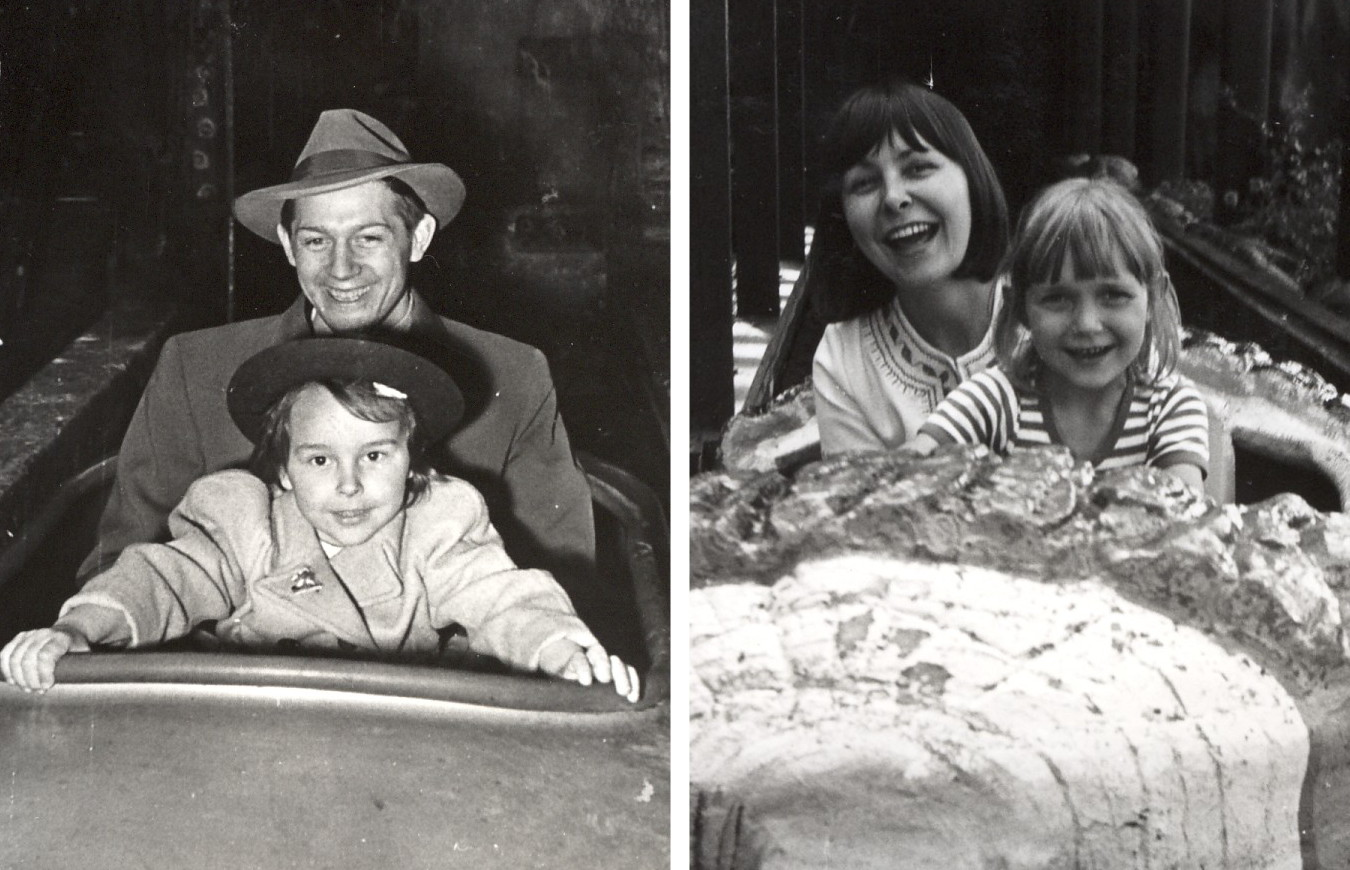
Kärlekstunneln en 1953 et 1980.
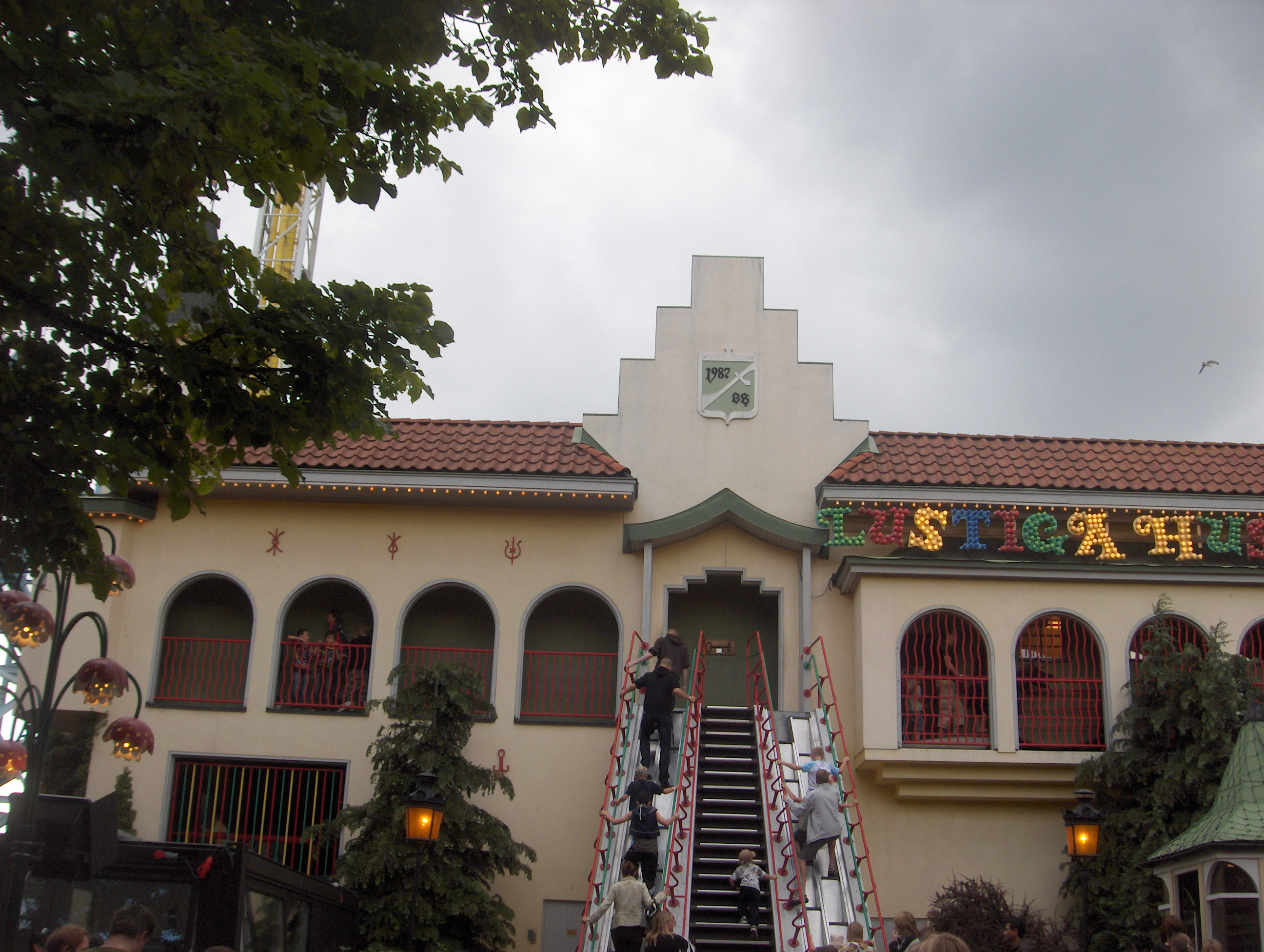
Lustiga Huset

### Attractions à sensation
| Nom             | Type                                  | Constructeur      | Année |
| --------------- | ------------------------------------- | ----------------- | ----- |
| Bläckfisken     | Octopus                               | Anton Schwarzkopf | 2000  |
| Eclipse         | Star Flyer                            | Funtime           | 2013  |
| Flygande Mattan | Tapis volant                          | Zierer            | 1983  |
| Fritt Fall Tilt | Tour de chute                         | Intamin           | 1998  |
| Ikaros          | Tour de chute s'inclinant face au sol | Intamin           | 2017  |
| Katapulten      | Turbo Drop                            | S&S Worldwide     | 2004  |
| Pop-Expressen   | Breakdance                            | Huss Rides        | 1996  |
| Rock Jet        | Music Express                         | Reverchon         | 1976  |

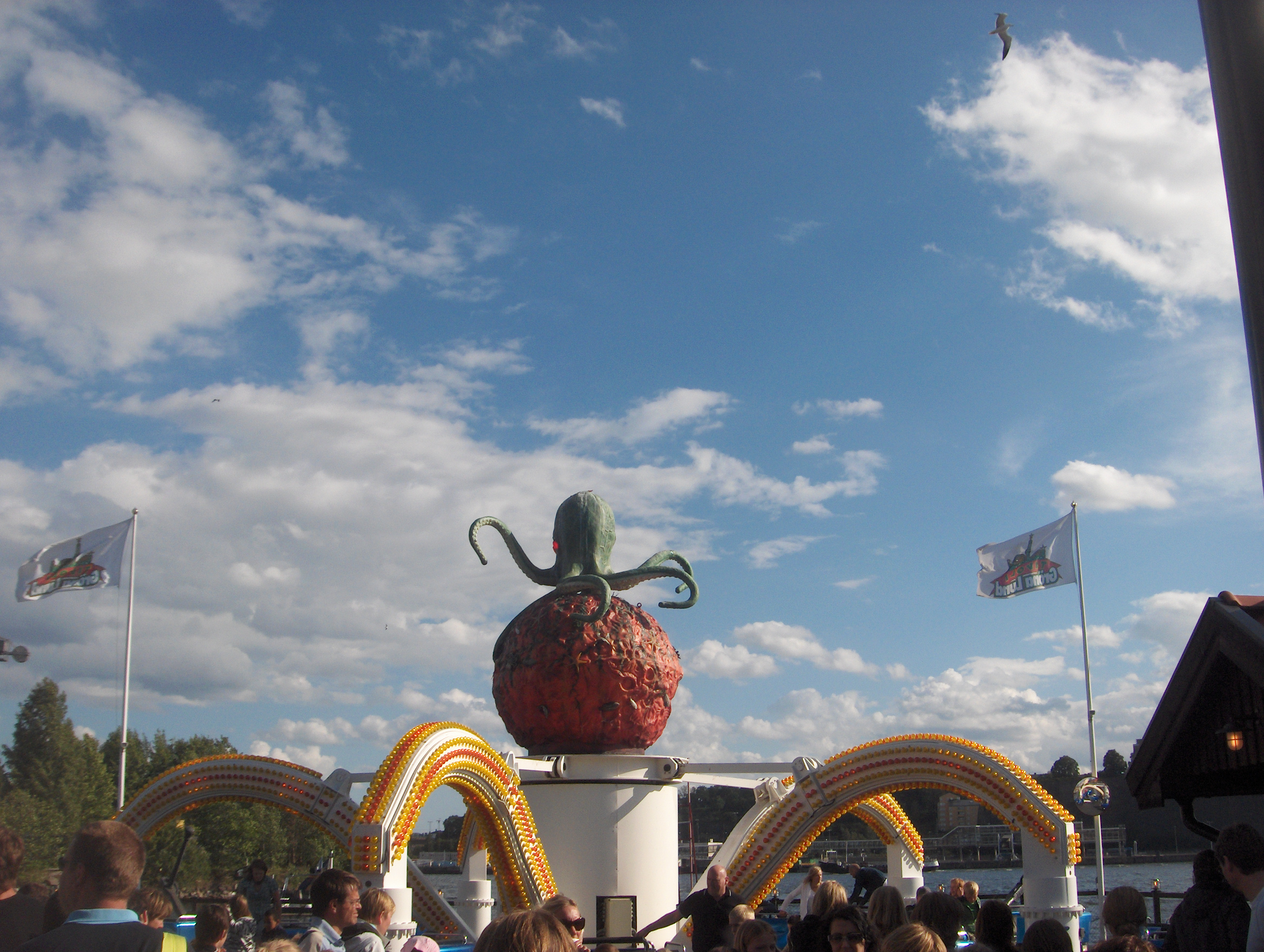
Bläckfisken
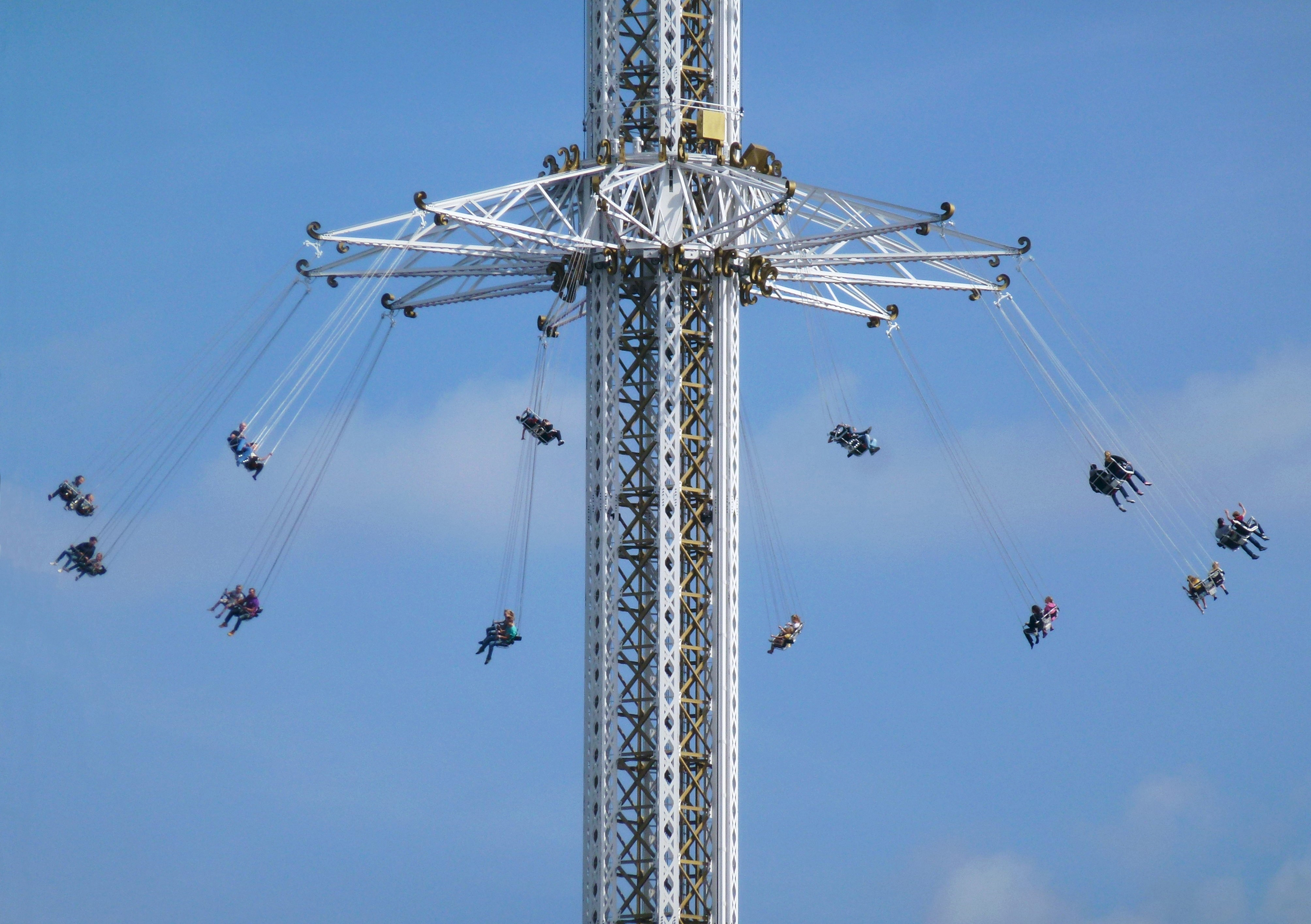
Eclipse
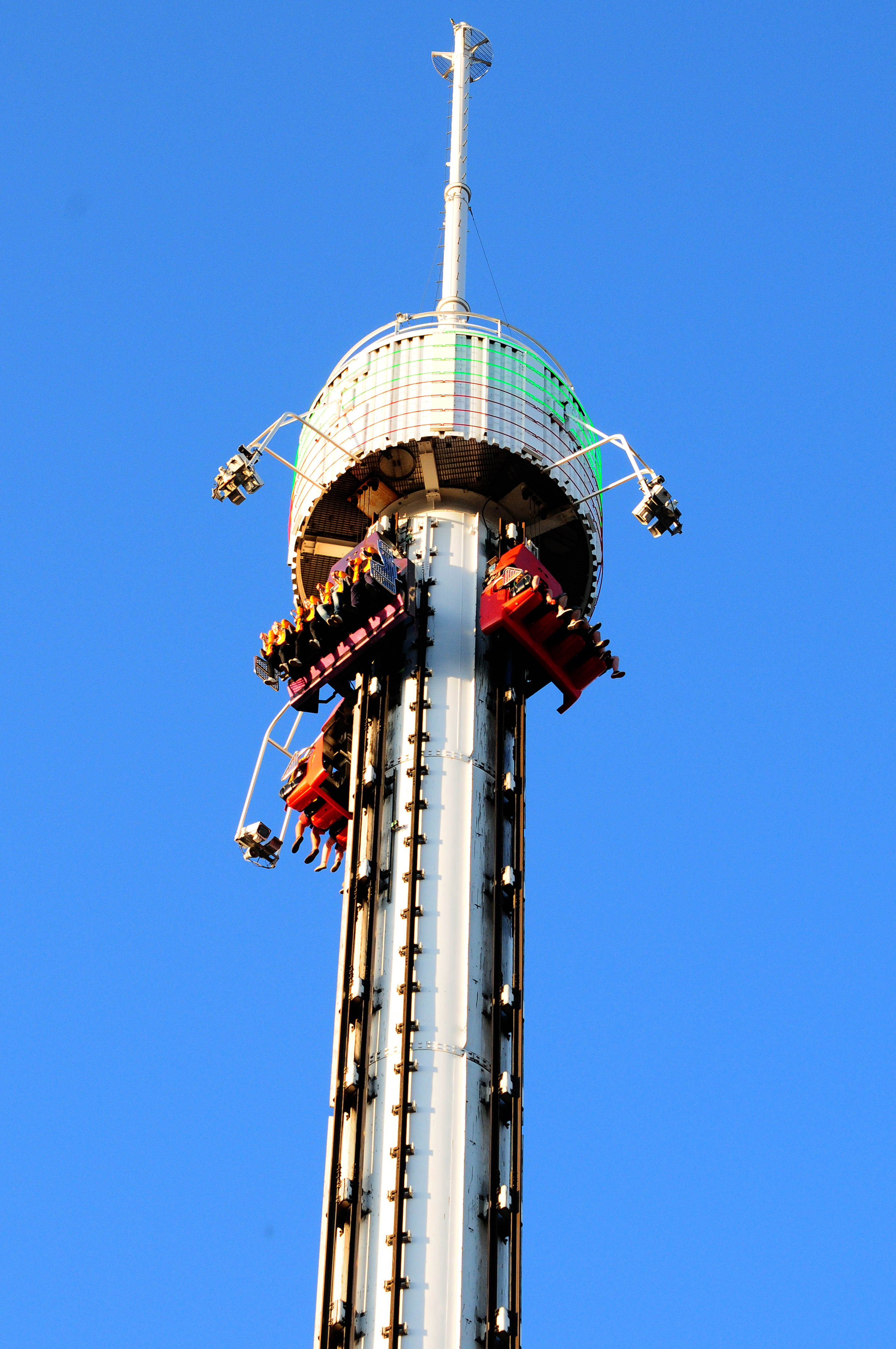
Fritt Fall Tilt
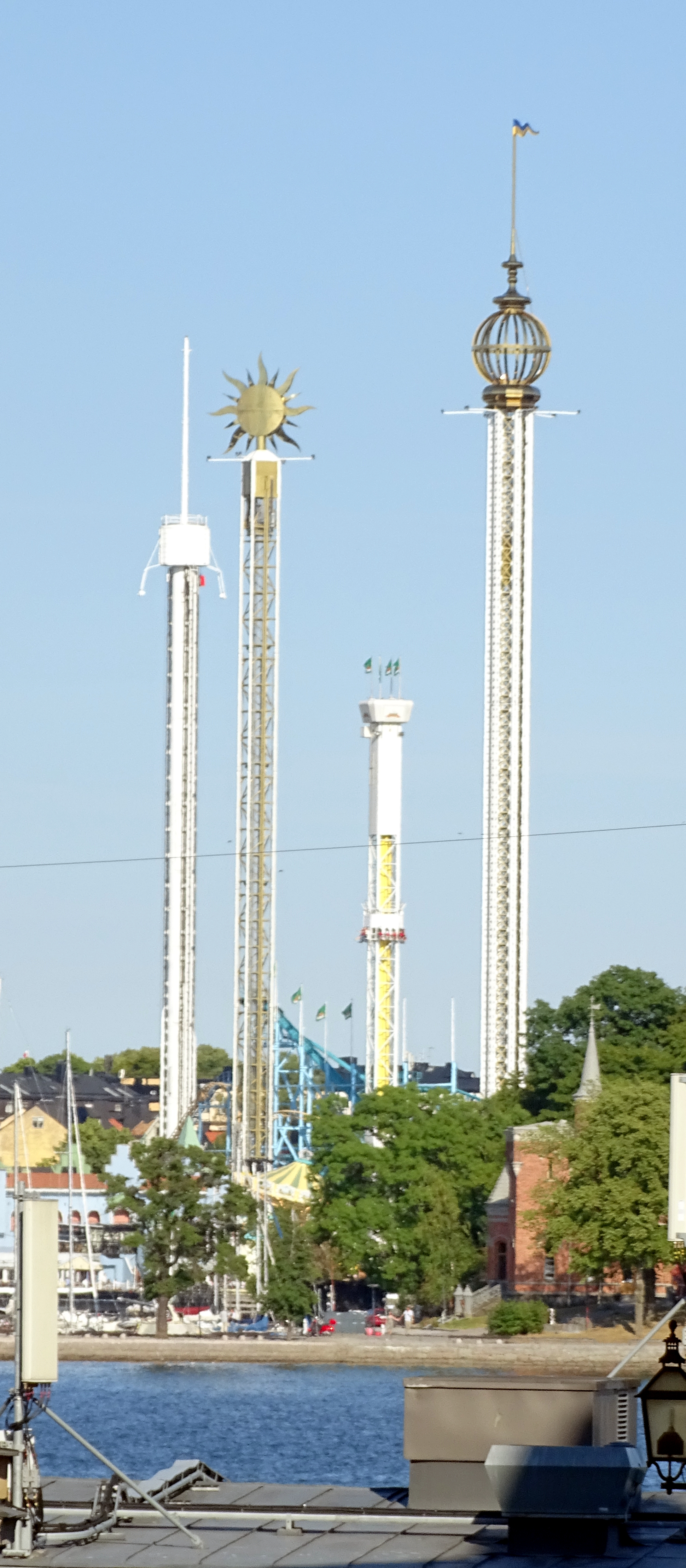
Ikaros, surmonté d'un soleil
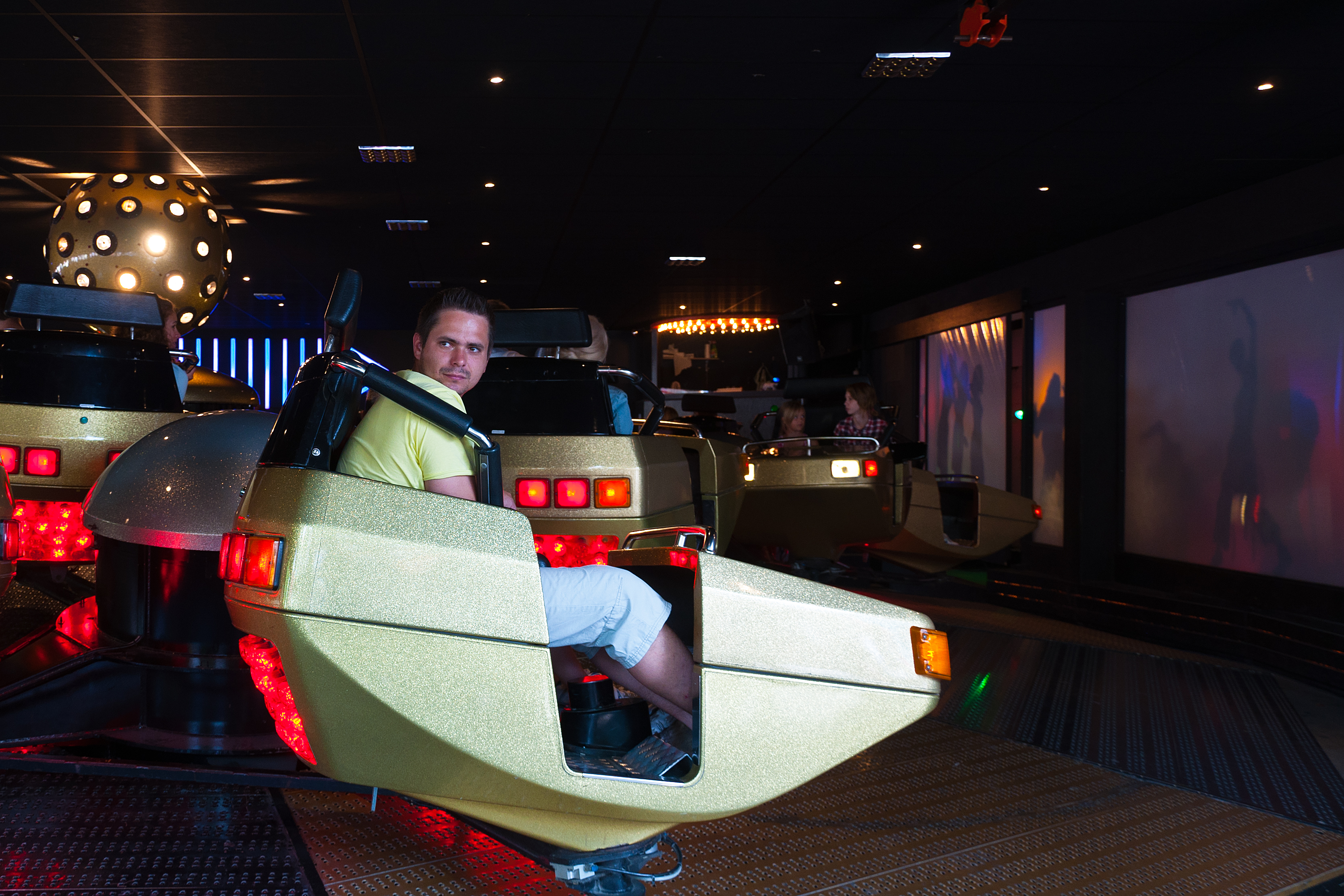
Pop-Expressen

### Autres
| Nom                  | Type                     | Constructeur | Année |
| -------------------- | ------------------------ | ------------ | ----- |
| Barnradiobilarna     | Autos tamponneuses       | Bertazzon    | 2003  |
| Cirkuskarusellen     | Carrousel                |              | 1892  |
| Flygande Elefanterna | Manège avion             | Zamperla     | 2008  |
| Kättingflygaren      | Chaises volantes         | Zierer       | 1997  |
| Lilla Pariserhjulet  | Grande roue pour enfants | Zamperla     | 1993  |
| Lyktan               | Family Tower             | Zierer       | 2008  |
| Tekopparna           | Tasses                   | Mack Rides   | 2008  |
| Veteranbilarna       | Parcours en tacots       |              |       |

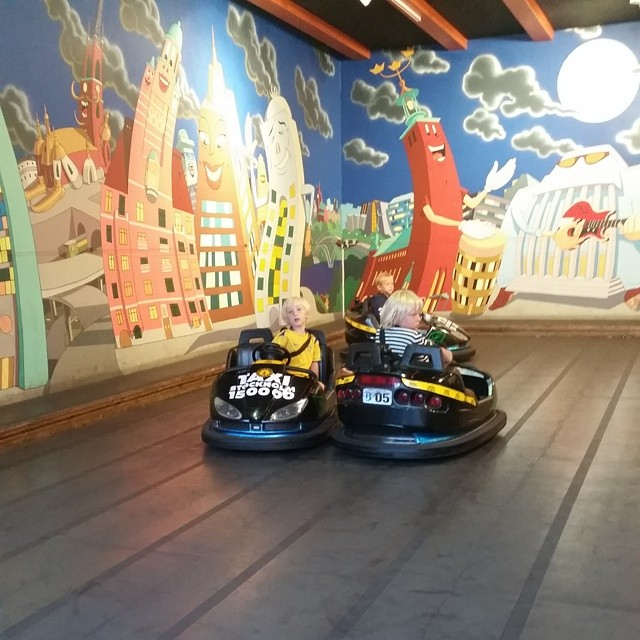
Barnradiobilarna
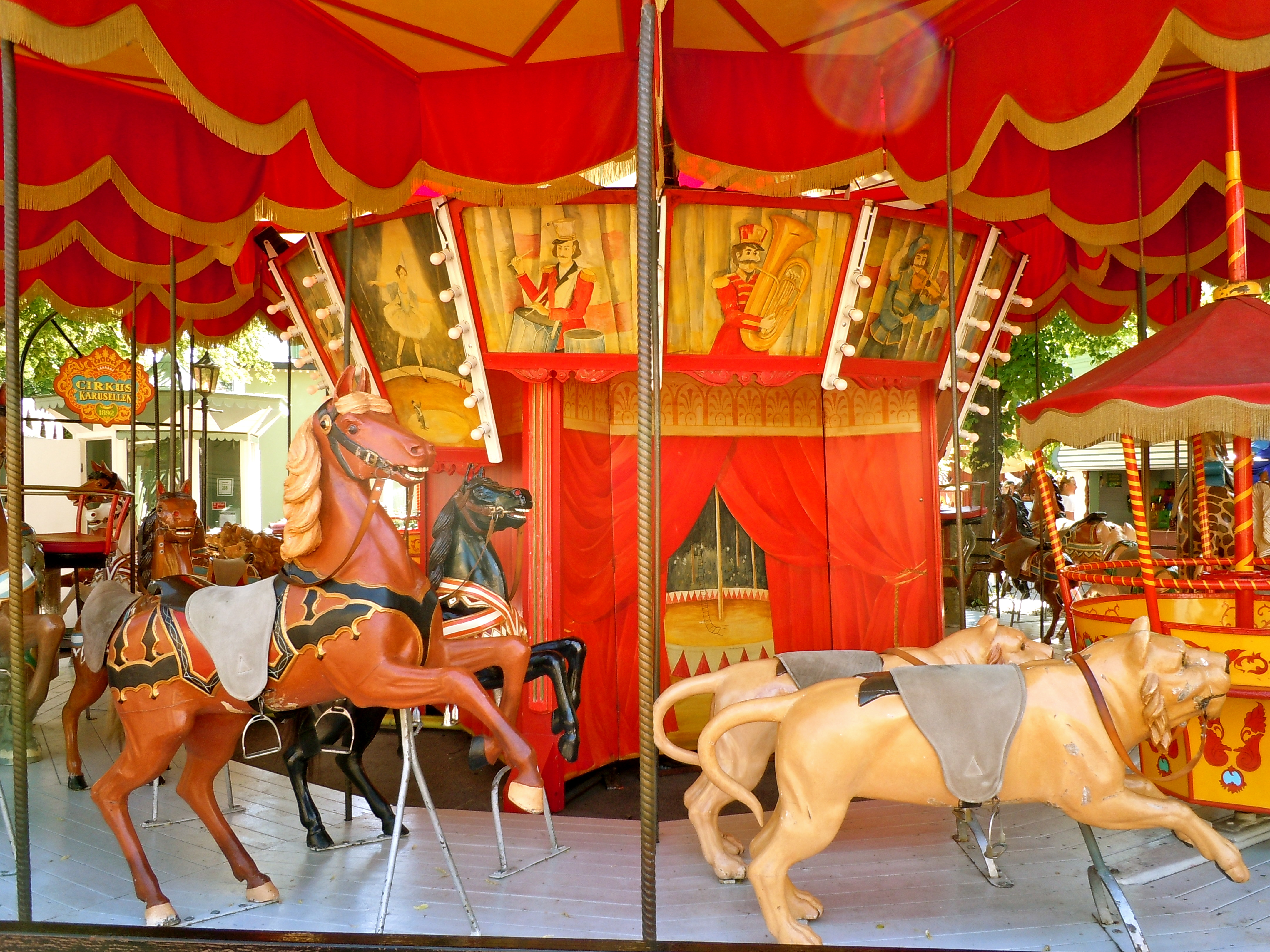
Cirkuskarusellen
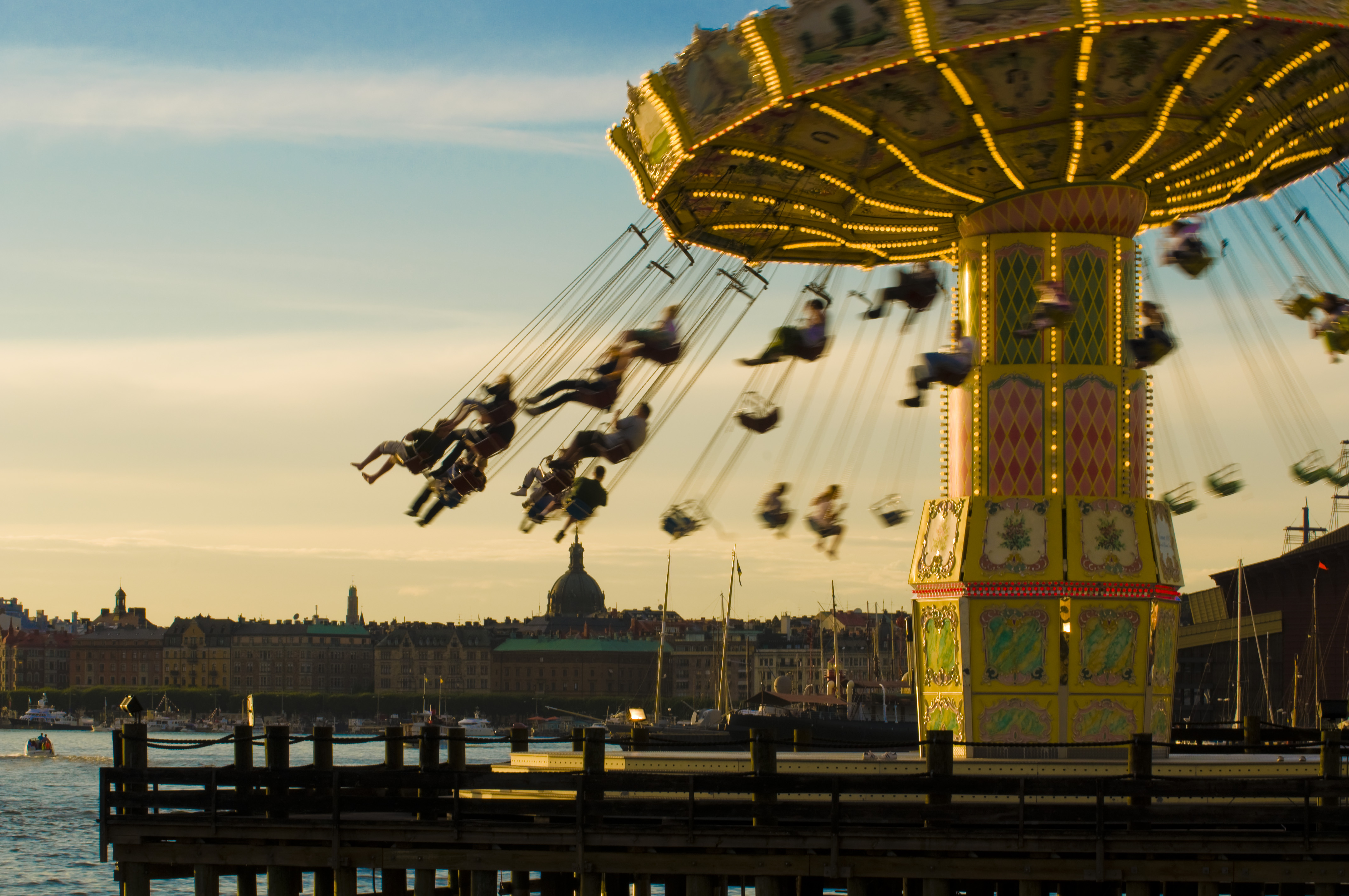
Kättingflygaren
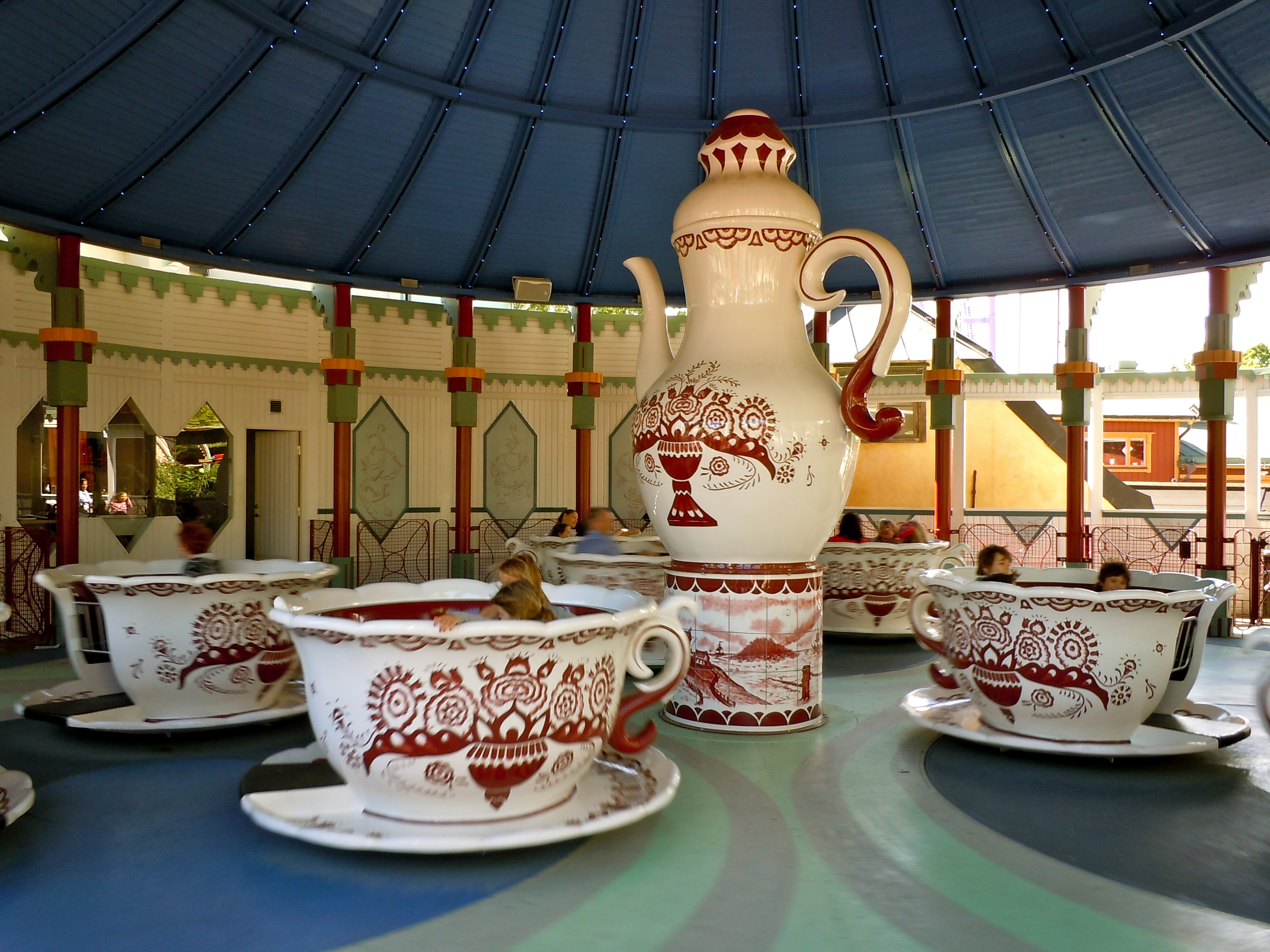
Tekopparna

### Anciennes attractions
| Nom           | Type               | Constructeur     | Ouverture | Fermeture |
| ------------- | ------------------ | ---------------- | --------- | --------- |
| Extreme       | Top Scan           | Mondial Rides    | 1999      | 2012      |
| Pariserhjulet | Grande roue        |                  | 1967      | -         |
| RadioBilarna  | Autos tamponneuses | Reverchon Design | 1968      | -         |
| Spökhuset     | maison hantée      |                  | 1990      | 2014      |
| Vikingen      | Bateau à bascule   |                  | 1979      | -         |

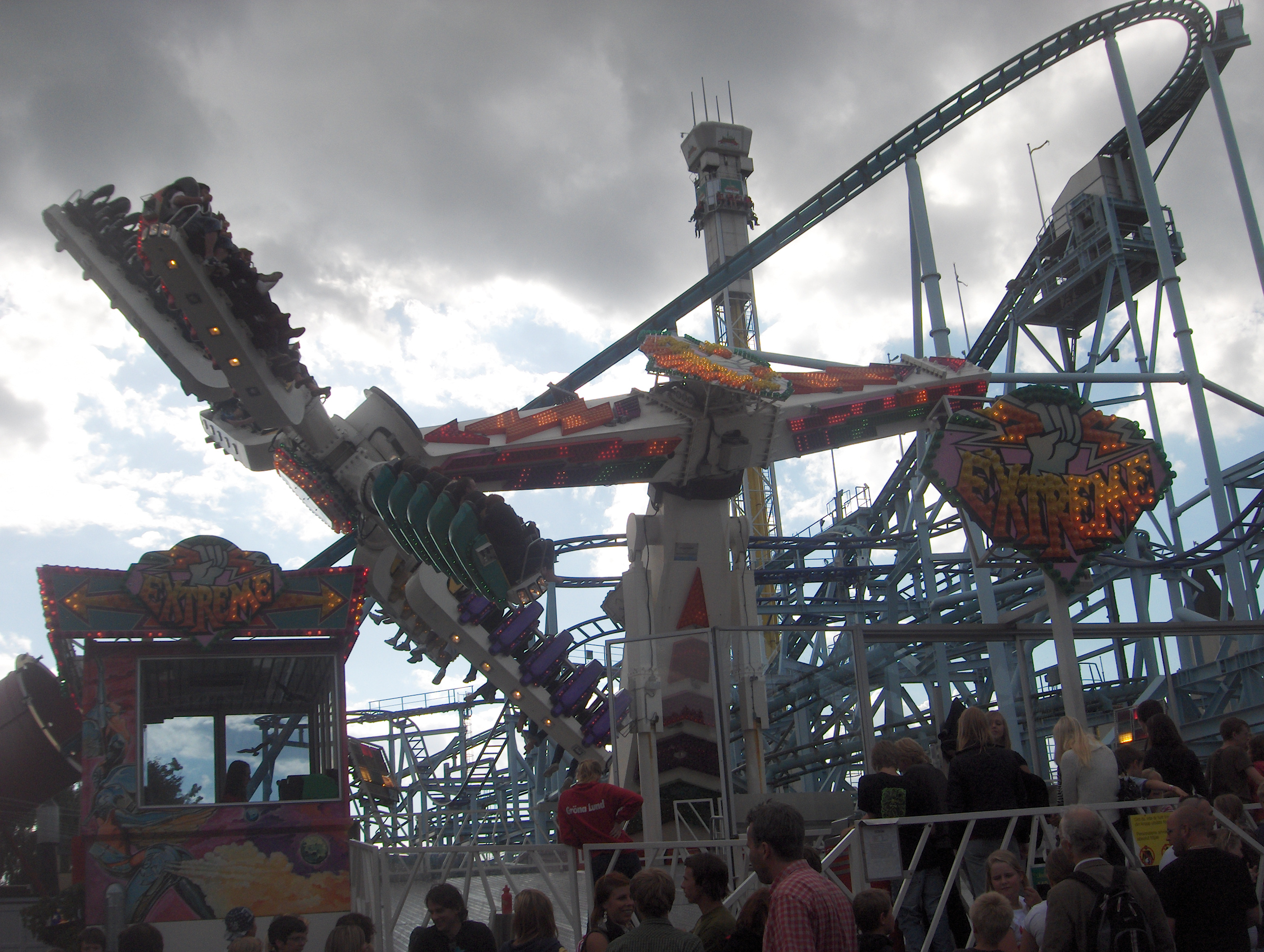
Extreme
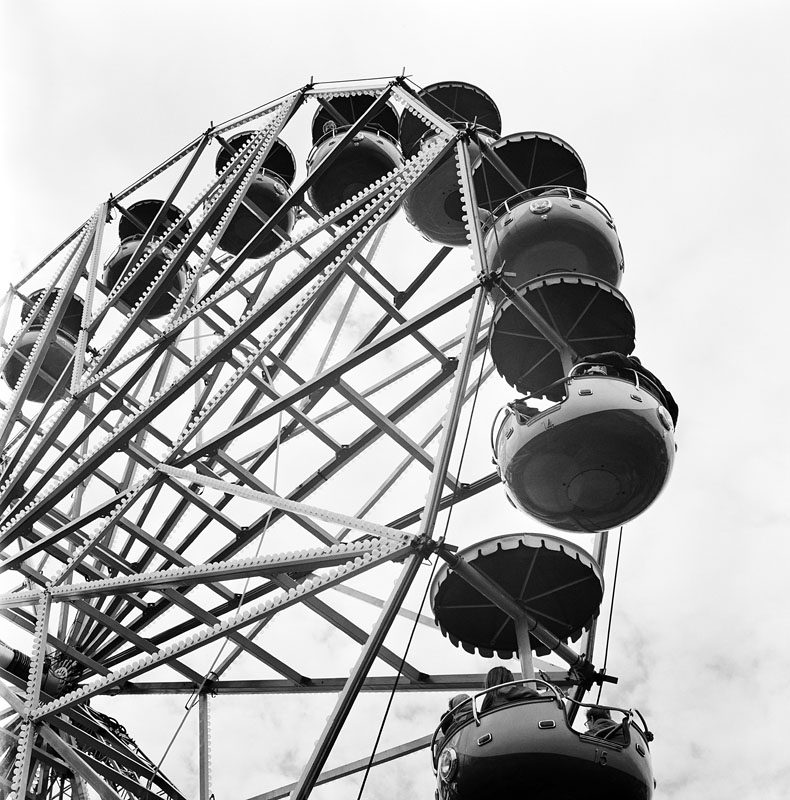
Pariserhjulet
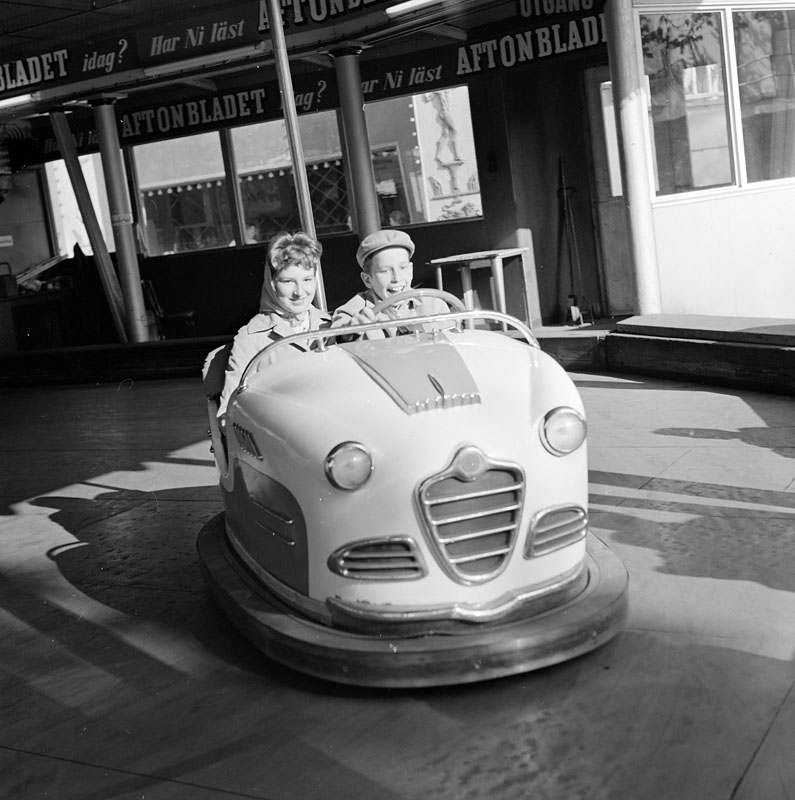
RadioBilarna
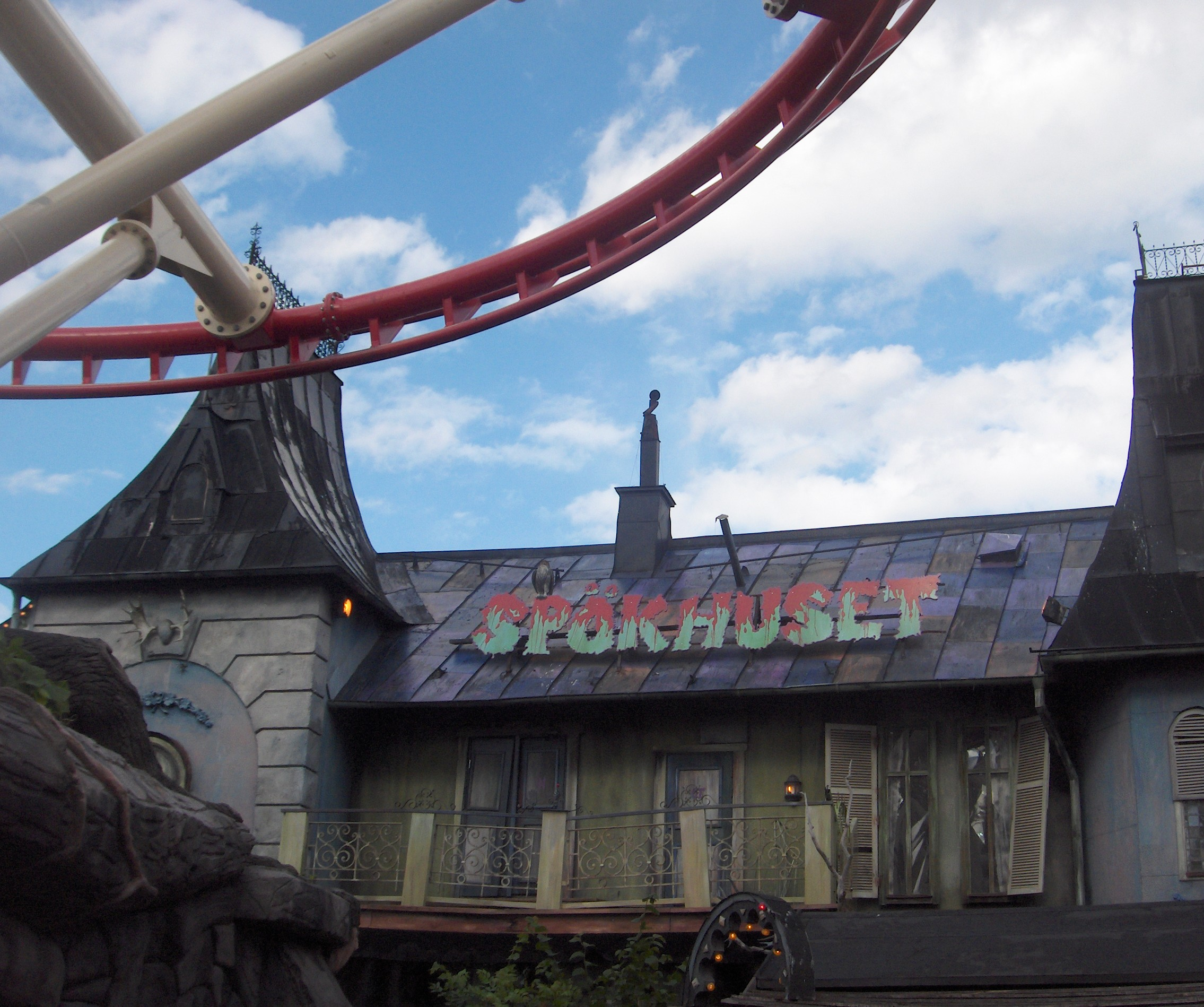
Spökhuset
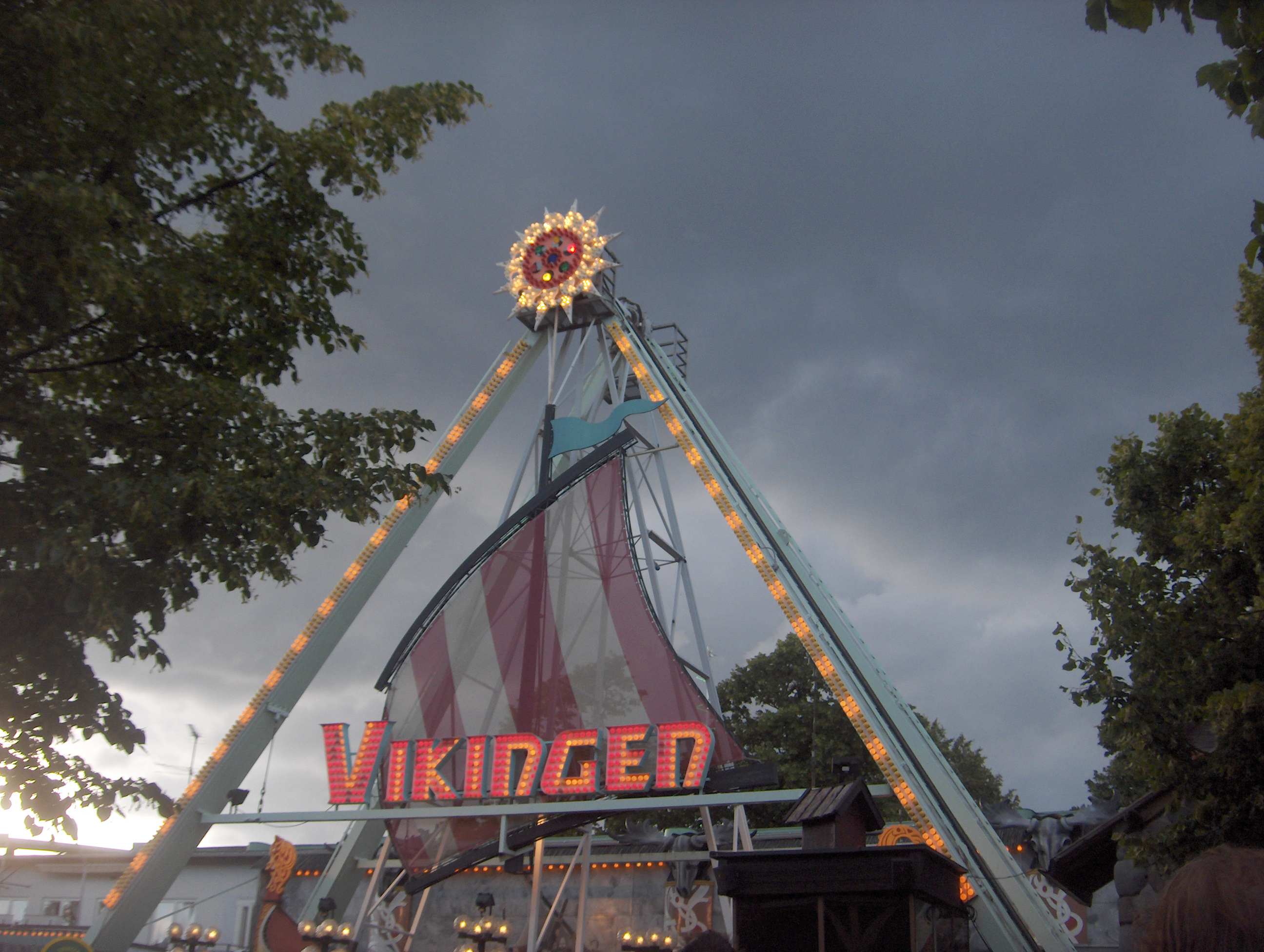
Vikingen

## Événements spéciaux
Le parc accueille divers événements spéciaux tout au long de la saison, notamment des concerts de musique. Parmi les musiciens célèbres qui se sont produits à Gröna Lund, citons: Bob Marley and the Wailers en 1978 et 1980, ABBA en 1973, Europe en 1984, The Cardigans en 1997, Robyn en 1999, Caesars en 2002, Dr. Alban en 2003, A*Teens en 2003, Icona Pop en 2013, Tove Lo en 2014, Meshuggah en 2014, Weird Al Yankovic et Basshunter en 2015, Deep Purple en 2016, Ghost et Zara Larsson en 2017, Gojira en 2019 et Sting en 2019. Depuis 2005, le parc accueille le programme télévisé estival Sommarkrysset où se produisent de nombreux artistes nationaux et internationaux.

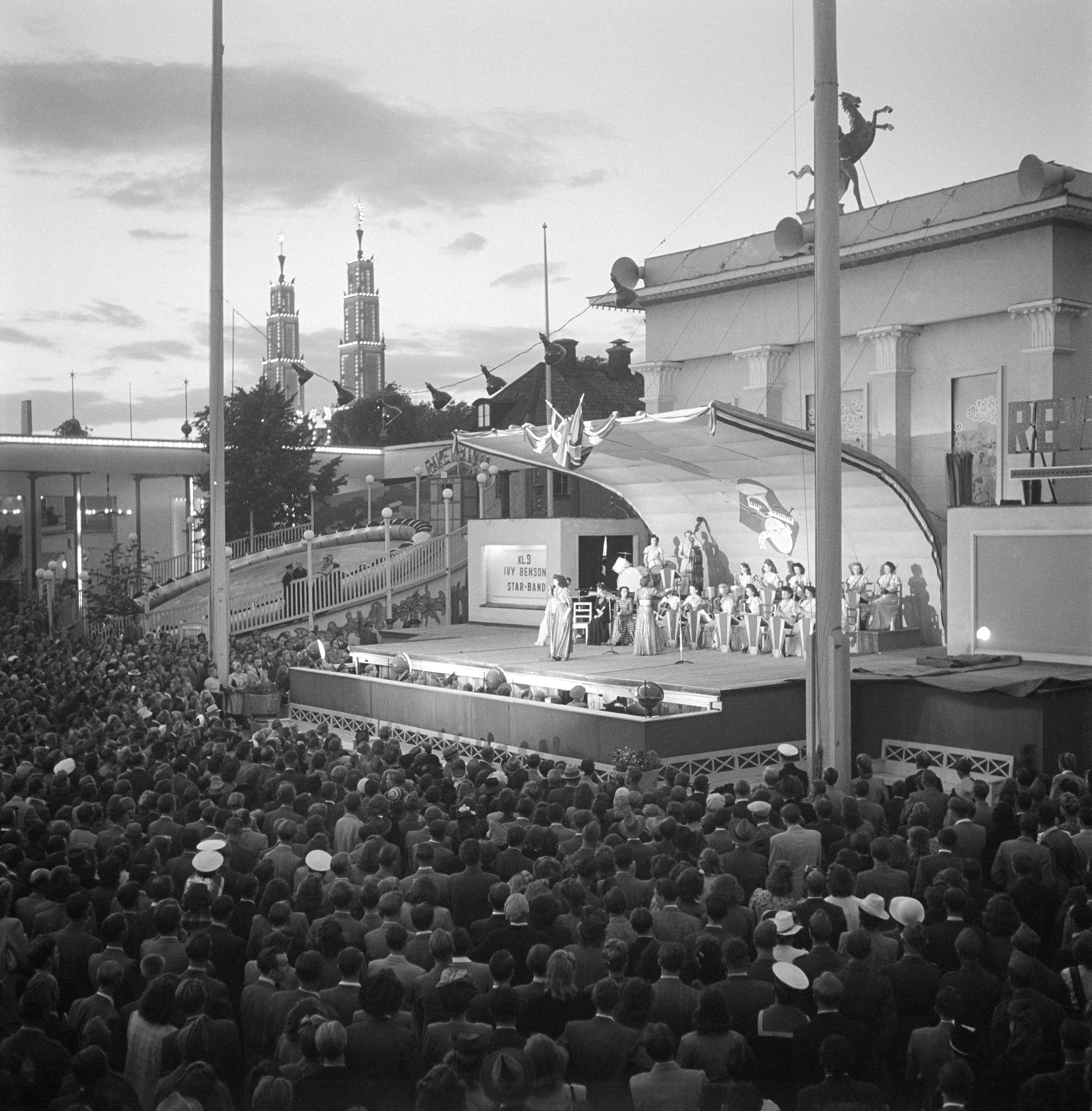
Concert en 1946
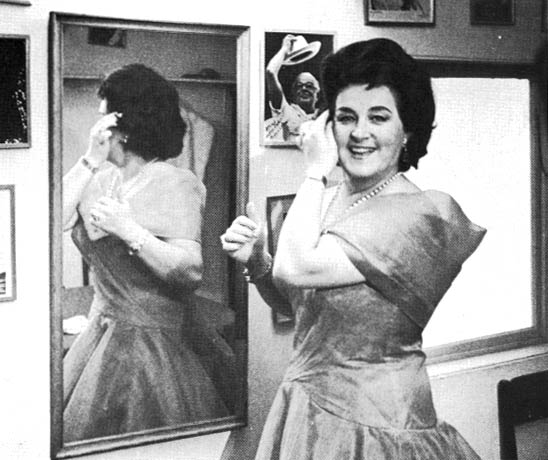
Birgit Nilsson dans les années 1960
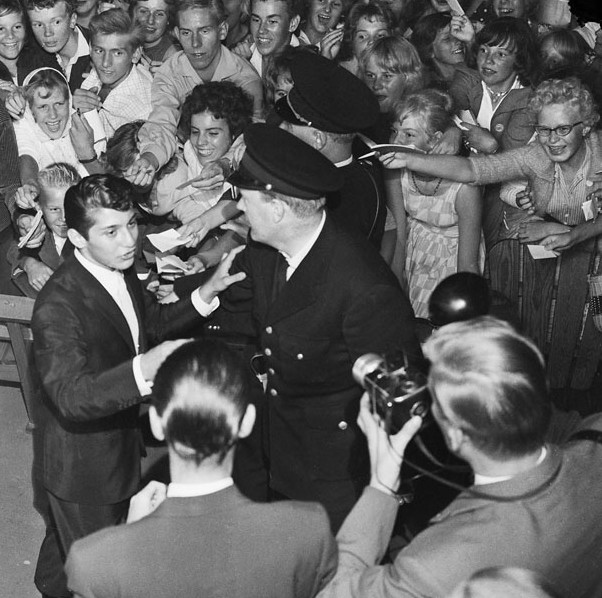
Paul Anka en 1959
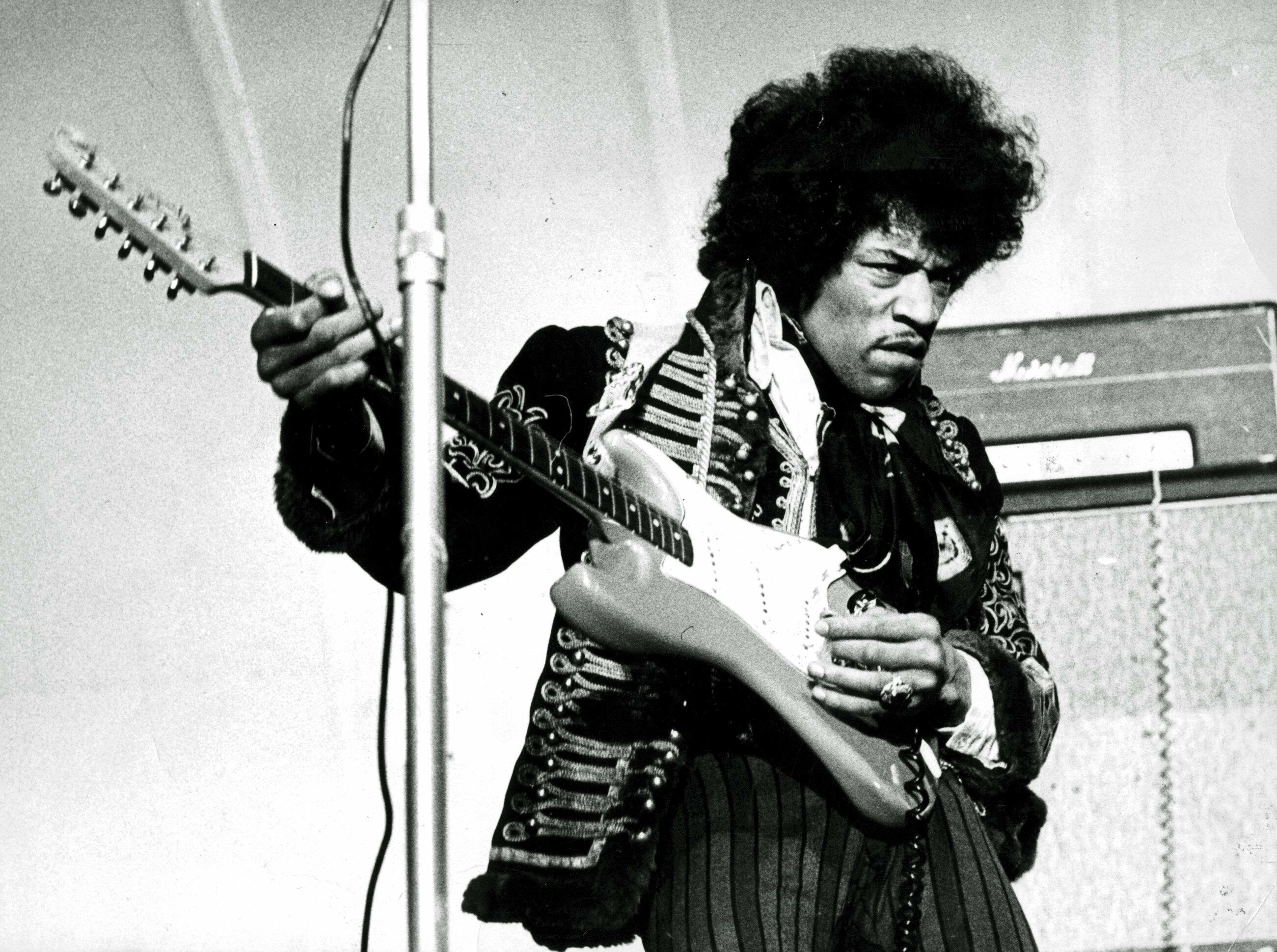
Jimi Hendrix en 1967
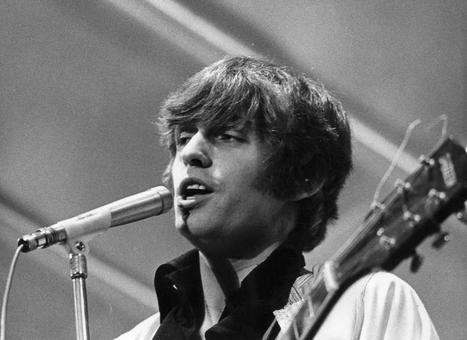
Georgie Fame en 1968
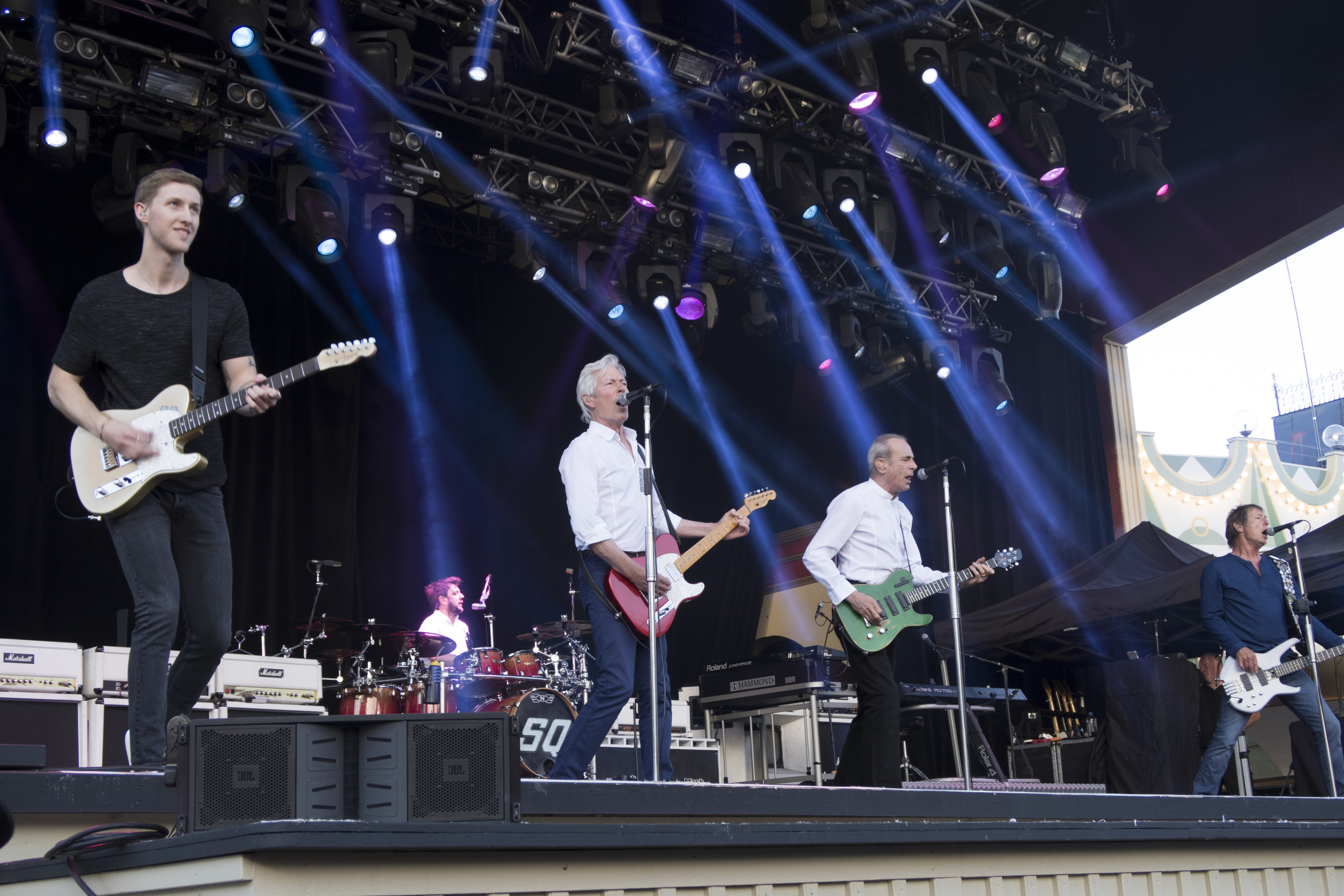
Status Quo en 2016
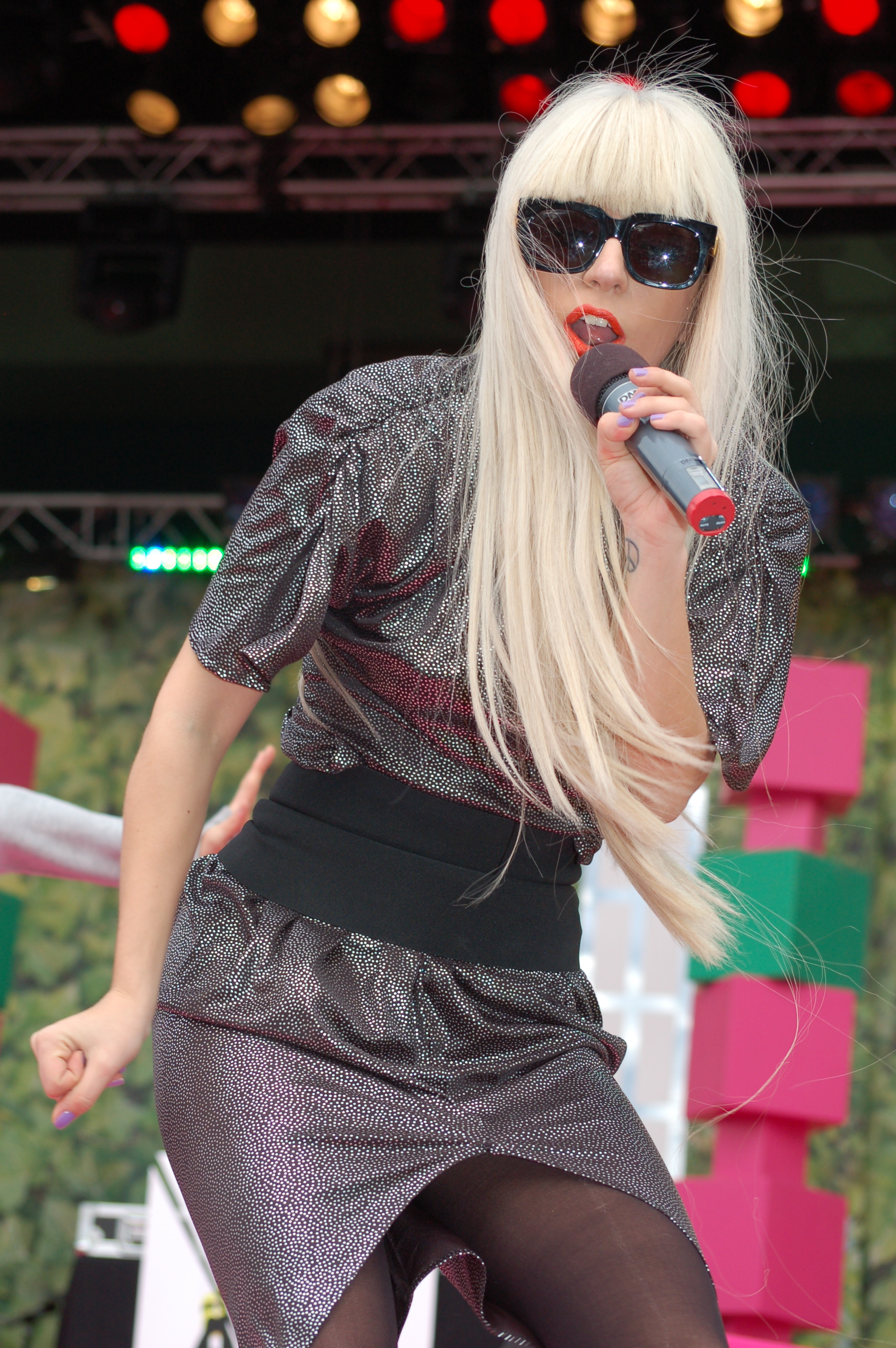
Lady Gaga en 2008.
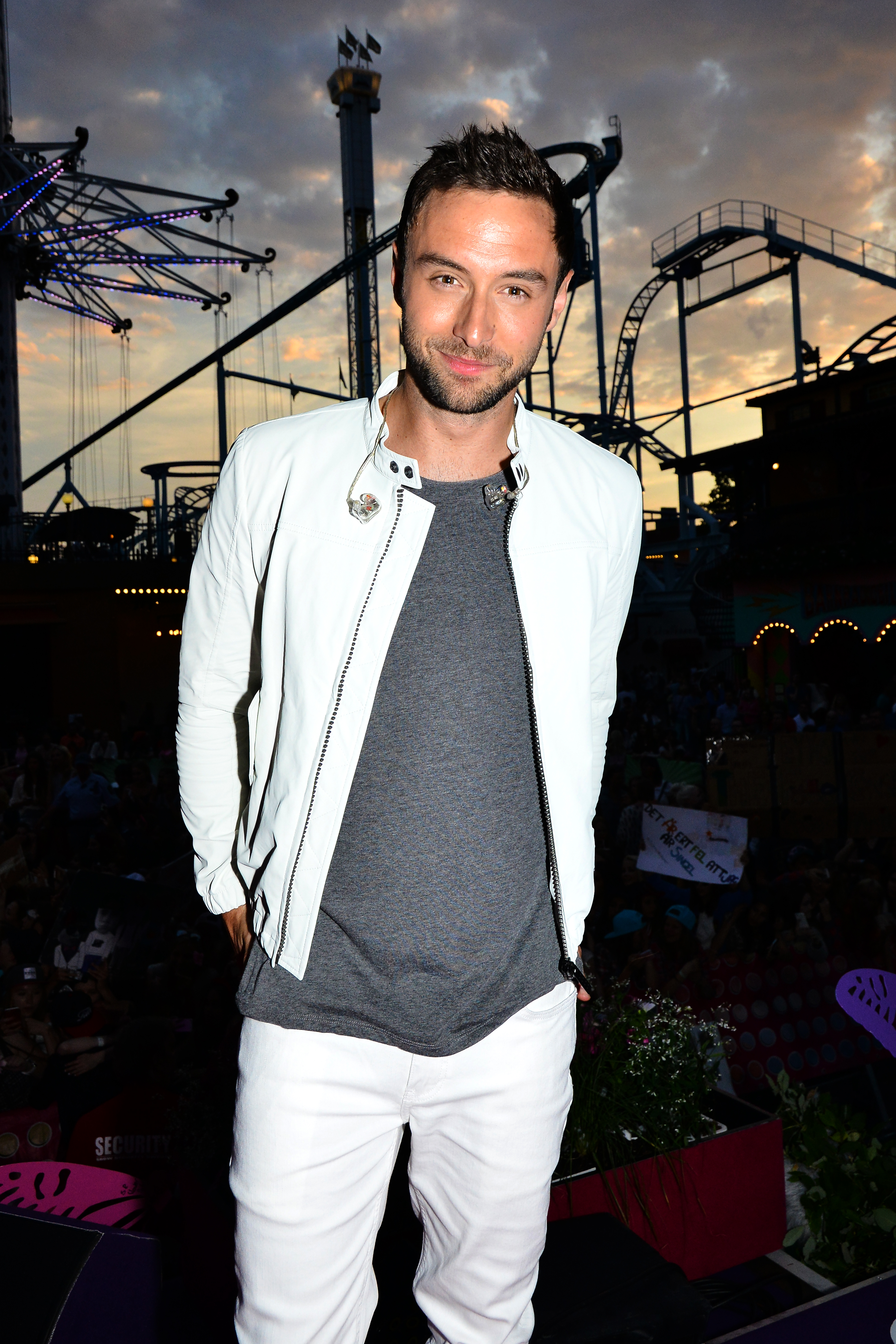
Måns Zelmerlöw en 2015